# II liga polska w piłce nożnej (2018/2019)/Wyniki spotkań

## Zestawienie wszystkich rozegranych meczów
Kliknięcie na wynik powoduje przejście do opisu danego spotkania.
|                   | BŁS | ELA | BEŁ | GKŁ | GRW | ELB | OGR | PSI | RAD | RES | ROW | ROZ | RCH | SKC | SIA | SSW | WID | ZNI |
| ----------------- | --- | --- | --- | --- | --- | --- | --- | --- | --- | --- | --- | --- | --- | --- | --- | --- | --- | --- |
| Błękitni Stargard | –   | :   | :   | 0:2 | 4:1 | 1:1 | 1:2 | 3:0 | :   | :   | 1:1 | 1:1 | 3:1 | :   | :   | 1:0 | :   | 3:2 |
| Elana Toruń       | :   | –   | :   | 2:0 | 0:2 | :   | 2:2 | 3:0 | 2:1 | 0:1 | 3:0 | 2:2 | :   | :   | :   | 2:1 | 0:0 | 5:1 |
| GKS Bełchatów     | :   | 0:0 | –   | 2:0 | :   | :   | 2:1 | 1:1 | 2:2 | :   | 1:0 | 2:1 | 1:0 | 3:0 | 2:0 | 1:2 | :   | :   |
| Górnik Łęczna     | :   | 1:1 | 1:1 | –   | 2:1 | 2:1 | 1:3 | :   | :   | 1:0 | 4:1 | 2:2 | 5:1 | 2:1 | :   | 2:0 | :   | 2:2 |
| Gryf Wejherowo    | 2:0 | 3:1 | 0:1 | 2:2 | –   | 0:2 | :   | 1:1 | :   | 1:0 | 1:0 | :   | :   | 0:1 | 1:1 | :   | 1:2 | 5:2 |
| Olimpia Elbląg    | 0:1 | :   | 0:1 | :   | :   | –   | :   | 1:1 | 2:1 | :   | 0:0 | 1:2 | 0:0 | 1:0 | 0:2 | 3:2 | :   | :   |
| Olimpia Grudziądz | 3:1 | :   | 1:0 | :   | :   | 3:0 | –   | 2:0 | 1:0 | 3:4 | :   | :   | 0:0 | :   | 2:3 | :   | :   | 1:1 |
| Pogoń Siedlce     | :   | :   | 0:0 | 4:0 | 7:2 | 0:1 | 3:1 | –   | :   | 1:3 | :   | 1:0 | :   | 0:1 | 2:1 | 5:1 | 0:1 | 0:3 |
| Radomiak Radom    | :   | :   | 1:1 | :   | 3:0 | 5:0 | 4:2 | 3:2 | –   | 5:0 | :   | 2:0 | 2:0 | 1:0 | :   | :   | 0:1 | 4:0 |
| Resovia           | 1:0 | 0:0 | 0:0 | 2:2 | 1:1 | 2:0 | :   | :   | :   | –   | :   | :   | :   | 2:2 | 3:0 | 1:0 | 1:1 | 1:3 |
| ROW 1964 Rybnik   | 1:0 | 0:1 | :   | 1:2 | 1:1 | :   | 1:1 | 1:1 | 2:2 | 2:1 | –   | 0:2 | 1:0 | :   | :   | 0:1 | 2:2 | :   |
| Rozwój Katowice   | 3:1 | :   | :   | :   | 2:1 | :   | 1:2 | 2:2 | 1:0 | :   | :   | –   | 0:3 | 1:1 | 6:0 | :   | 0:4 | 1:3 |
| Ruch Chorzów      | :   | :   | 2:2 | 1:1 | 1:1 | 1:0 | 1:2 | :   | 0:2 | 5:1 | :   | :   | –   | 4:0 | 2:0 | :   | 1:3 | 1:1 |
| Skra Częstochowa  | 1:0 | 1:2 | 1:0 | 0:0 | :   | 2:1 | 0:4 | :   | 0:0 | :   | 0:0 | 2:0 | 1:0 | –   | :   | 3:2 | :   | :   |
| Siarka Tarnobrzeg | 0:1 | 2:2 | 0:1 | 0:3 | :   | :   | 1:0 | :   | 0:2 | :   | 0:2 | 1:0 | 1:0 | :   | –   | 3:0 | :   | 2:2 |
| Stal Stalowa Wola | 4:2 | 1:0 | :   | :   | :   | :   | 4:2 | 0:2 | 0:0 | 2:1 | 1:1 | 4:0 | 2:2 | :   | 1:0 | –   | 3:0 | :   |
| Widzew Łódź       | 4:2 | :   | 0:0 | 3:0 | 3:1 | 1:0 | :   | :   | :   | 2:1 | 1:1 | 1:1 | :   | 2:0 | 4:0 | 0:0 | –   | 1:1 |
| Znicz Pruszków    | 1:2 | 0:2 | 1:0 | :   | :   | 1:1 | :   | 0:2 | 3:2 | 0:2 | :   | :   | :   | 2:1 | 2:2 | 0:2 | 1:0 | –   |

Drużyna gospodarzy jest wymieniona po lewej stronie tabeli.

Kolory: Niebieski = wygrana gospodarzy; Biały = remis; Czerwony = zwycięstwo gości.

## Runda jesienna (30 lipca – 29 listopada)
Źródło:
Źródło 2:

### 1. kolejka (21 lipca – 22 lipca)
| 21 lipca 2018 17:00 | Gryf Wejherowo · Adrian Liberacki 3' · Krzysztof Wicki 28' (k) | 2:2(2:1)Raport | Górnik Łęczna · 45' (k) Patryk Szysz · 84' Paweł Wojciechowski | Stadion WKS Gryf (Wejherowo) Widzów: 300 Sędzia: Marcin Szczerbanowicz (Olsztyn) |
|                     | kartki: · Adrian Machol · Krzysztof Wicki · Adrian Liberacki   |                | kartki: · Bartosz Waleńcik · Piotr Rogala · Igor Korczakowski  |                                                                                  |

| 20 lipca 2018 18:00 | ROW 1964 Rybnik        | 0:1(0:0)Raport | Stal Stalowa Wola · 61' Tomasz Żyliński | Stadion Miejski (Rybnik) Widzów: 798 Sędzia: Szymon Lizak (Poznań) |
|                     | kartki: · Piotr Dudzik |                | kartki: · Bartosz Sobotka               |                                                                    |

| 21 lipca 2018 17:30 | Resovia · Bartłomiej Buczek 56' | 1:3(0:1)Raport | Znicz Pruszków · 21' Adrian Małachowski · 52' Marcin Bochenek · 76' Karol Podliński | Stadion CWKS Resovia (Rzeszów) Widzów: 1121 Sędzia: Jacek Lis (Katowice) |
|                     | kartki: · Bartłomiej Buczek     |                | kartki: · Mateusz Długołęcki · Jakub Kabala                                         |                                                                          |

| 22 lipca 2018 15:00 | Elana Toruń · Filip Kozłowski 82' · Patryk Urbański 84' | 2:2(0:0)Raport | Rozwój Katowice · 66' Rafał Kuliński · 69' (k) Tomasz Wróbel | Stadion Miejski (Toruń) Widzów: 965 Sędzia: Damian Kos (Gdańsk) |
|                     | kartki: · Patryk Urbański                               |                | kartki: · Tomasz Wróbel · Damian Niedojad                    |                                                                 |

| 21 lipca 2018 19:10 | Widzew Łódź · Damian Paszliński 24' | 1:0(1:0)Raport | Olimpia Elbląg | Stadion Widzewa (Łódź) Widzów: 17431 Sędzia: Łukasz Kuźma (Białystok) |
|                     |                                     |                |                |                                                                       |

| 21 lipca 2018 16:00 | Błękitni Stargard · Mateusz Kwiatkowski 52' | 1:2(0:1)Raport | Olimpia Grudziądz · 18' Robert Hirsz · 59' Marcin Kaczmarek                                                | Stadion Miejski (Stargard) Widzów: 521 Sędzia: Albert Różycki (Łódź) |
|                     | kartki: · Jakub Ostrowski · Filip Karmański |                | kartki: · Wojciech Muzyk · Damian Ciechanowski · 9' Piotr Witasik · 90' Robert Ziętarski · Konrad Handzlik |                                                                      |

| 21 lipca 2018 17:00 | Pogoń Siedlce           | 0:0(0:0)Raport | GKS Bełchatów                            | Stadion ROSRRiT (Siedlce) Widzów: 1114 Sędzia: Grzegorz Kawałko (Białystok) |
|                     | kartki: · Tomasz Margol |                | kartki: · Marcin Grolik · Émile Thiakane |                                                                             |

| 21 lipca 2018 17:00 | Siarka Tarnobrzeg · Kamil Radulj 64'  | 1:0(0:0)Raport | Ruch Chorzów                | Stadion Miejski (Tarnobrzeg) Widzów: 2783 Sędzia: Piotr Urban (Warszawa) |
|                     | kartki: · Jakub Głaz · Dawid Kubowicz |                | kartki: · Dominik Małkowski |                                                                          |

| 21 lipca 2018 18:00 | Radomiak Radom · Damian Szuprytowski 19' | 1:0(1:0)Raport | Skra Częstochowa                                                           | Stadion Lekkoatletyczno-Piłkarski im. Marszałka Józefa Piłsudskiego (Radom) Widzów: 2234 Sędzia: Rafał Rokosz (Katowice) |
|                     | kartki: · Maciej Świdzikowski            |                | kartki: · Adam Olejnik · Krzysztof Napora · Łukasz Kowalczyk · Piotr Nocoń | |

### 2. kolejka (28 lipca – 29 lipca)
| 28 lipca 2018 20:00 | Górnik Łęczna · Łukasz Sosnowski 17' · Paweł Wojciechowski 77' | 2:1(1:1)Raport | Skra Częstochowa · 31' Damian Nowak                      | Stadion Górnika (Łęczna) Widzów: 905 Sędzia: Sebastian Załęski (Ostrołęka) |
|                     | kartki: · Adrian Łuszkiewicz · Kamil Bętkowski                 |                | kartki: · Wojciech Jurek · Sławomir Ogłaza · Piotr Nocoń |                                                                            |

| 28 lipca 2018 18:00 | Ruch Chorzów             | 0:2(0:1)Raport | Radomiak Radom · 1' Leândro · 48' Damian Szuprytowski | Stadion Ruchu (Chorzów) Widzów: 4824 Sędzia: Marcin Szrek (Kielce) |
|                     | kartki: · Mateusz Bogusz |                | kartki: · Michał Kaput · Jakub Wawszczyk              |                                                                    |

| 28 lipca 2018 19:00 | GKS Bełchatów · Patryk Mularczyk 57' · Bartłomiej Bartosiak 64' | 2:0(0:0)Raport | Siarka Tarnobrzeg             | GIEKSA Arena (Bełchatów) Sędzia: Piotr Idzik (Poznań) |
|                     | kartki: · Mikołaj Bociek · Émile Thiakane                       |                | kartki: · 38' Łukasz Nadolski |                                                       |

| 28 lipca 2018 18:00 | Olimpia Grudziądz · Robert Hirsz 49' · Przemysław Kita 90' | 2:0(0:0)Raport | Pogoń Siedlce                                                                                                | Stadion Miejski (Grudziądz) Sędzia: Łukasz Karski (Słupsk) |
|                     | kartki: · Damian Ciechanowski · Marcin Poręba              |                | kartki: · Adam Pazio · Maciej Wichtowski · Adam Mójta · Tomasz Margol · Piotr Marciniec · Adrian Paluchowski |                                                            |

| 29 lipca 2018 18:00 | Olimpia Elbląg                                      | 0:1(0:1)Raport | Błękitni Stargard · 13' Wiktor Patrzykąt    | Stadion Miejski (Elbląg) Sędzia: Marcin Liana (Bydgoszcz) |
|                     | kartki: · Tomasz Lewandowski · Kacper Korkliniewski |                | kartki: · Junpei Shimmura · Filip Karmański |                                                           |

| 28 lipca 2018 17:00 | Rozwój Katowice                                           | 0:4(0:1)Raport | Widzew Łódź · 31' Konrad Gutowski · 50' (k) Mateusz Michalski · 67' Róbert Demjan · 85' Marek Zuziak | Stadion Rozwoju (Katowice) Widzów: 760 Sędzia: Damian Sylwestrzak (Wrocław) |
|                     | kartki: · Daniel Paszek · Daniel Kamiński · Tomasz Wróbel |                | kartki: · Maciej Kazimierowicz                                                                       |                                                                             |

| 28 lipca 2018 18:00 | Znicz Pruszków                                                 | 0:2(0:2)Raport | Elana Toruń · 32', 35' Filip Kozłowski | Stadion Znicza (Pruszków) Sędzia: Karol Rudziński (Olsztyn) |
|                     | kartki: · Jakub Kabala · Adrian Małachowski · Maciej Machalski |                | kartki: · Adam Dobosz                  |                                                             |

| 28 lipca 2018 17:00 | Stal Stalowa Wola · Sebastian Łętocha 45' · Robert Dadok 81' | 2:1(1:0)Raport | Resovia · 76' Wadym Straszkewycz               | Izo Arena (Boguchwała) Sędzia: Paweł Kukla (Kraków) |
|                     | kartki: · Michał Trąbka                                      |                | kartki: · Karol Twardowski · 84' Rafał Mikulec |                                                     |

| 28 lipca 2018 17:00 | Gryf Wejherowo · Kamil Włodyka 5'                          | 1:0(1:0)Raport | ROW 1964 Rybnik                             | Stadion WKS Gryf (Wejherowo) Sędzia: Piotr Łęgosz (Włocławek) |
|                     | kartki: · Szymon Więckowicz · Adrian Liberacki · Oskar Ryk |                | kartki: · Szymon Jary · Przemysław Brychlik |                                                               |

### 3. kolejka (4 sierpnia – 5 sierpnia)
| 3 sierpnia 2018 18:00 | ROW 1964 Rybnik · Marek Krotofil 59'     | 1:2(0:1)Raport | Górnik Łęczna · 15' Dawid Dzięgielewski · 75' Kamil Bętkowski | Stadion Miejski (Rybnik) Widzów: 579 Sędzia: Paweł Horożaniecki (Żary) |
|                       | kartki: · Bartłomiej Polok · Szymon Jary |                | kartki: · Łukasz Sosnowski                                    |                                                                        |

| 4 sierpnia 2018 17:00 | Resovia · Bartłomiej Buczek 37'                                                            | 1:1(1:0)Raport | Gryf Wejherowo · 76' Krzysztof Wicki                                          | Stadion CWKS Resovia (Rzeszów) Sędzia: Piotr Urban (Warszawa) |
|                       | kartki: · Konrad Domoń · Bartłomiej Makowski · Bartłomiej Buczek · Dariusz Frankiewicz 39' |                | kartki: · Grzegorz Gulczyński · Adrian Liberacki · Mateusz Goerke · Oskar Ryk |                                                               |

| 4 sierpnia 2018 17:00 | Elana Toruń · Maciej Stefanowicz 42' (k) · Artur Lenartowski 59' | 2:1(1:0)Raport | Stal Stalowa Wola · 80' Michał Kitliński | Stadion Miejski (Toruń) Sędzia: Łukasz Karski (Słupsk) |
|                       | kartki: · Kordian Górka · Maciej Stefanowicz · Filip Kozłowski   |                |                                          |                                                        |

| 4 sierpnia 2018 19:10 | Widzew Łódź · Mateusz Michalski 56'            | 1:1(0:0)Raport | Znicz Pruszków · 83' Marcin Bochenek | Stadion Widzewa (Łódź) Widzów: 16821 Sędzia: Grzegorz Kawałko (Białystok) |
|                       | kartki: · Sebastian Kamiński · Simonas Paulius |                |                                      |                                                                           |

| 4 sierpnia 2018 16:00 | Błękitni Stargard · Filip Karmański 27'                                                                              | 1:1(1:0)Raport | Rozwój Katowice · 90' Przemysław Gałecki | Stadion Miejski (Stargard) Sędzia: Tomasz Białek (Drezdenko) |
|                       | kartki: · Mariusz Rzepecki · Mateusz Ogrodowski · Grzegorz Rogala · Marcin Gawron · Michał Cywiński · Karol Orłowski |                | kartki: · Kamil Łączek                   |                                                              |

| 4 sierpnia 2018 17:00 | Pogoń Siedlce                                                                   | 0:1(0:0)Raport | Olimpia Elbląg · 48' (k) Jakub Bojas                            | Stadion ROSRRiT (Siedlce) Widzów: 1095 Sędzia: Damian Gawęcki (Kielce) |
|                       | kartki: · Maciej Wichtowski · Adam Mójta · Tomasz Margol 89' · Bartosz Wiktoruk |                | kartki: · Mateusz Bogdanowicz · Bartosz Nowicki · Michał Ressel |                                                                        |

| 4 sierpnia 2018 17:00 | Siarka Tarnobrzeg · Kamil Radulj 68'                    | 1:0(0:0)Raport | Olimpia Grudziądz                                                                | Stadion Miejski (Tarnobrzeg) Sędzia: Marcin Bielawski (Katowice) |
|                       | kartki: · Mateusz Janeczko · Kacper Maik · Kamil Radulj |                | kartki: · Donatas Nakrošius · Piotr Witasik · Przemysław Kita · Marcin Kaczmarek |                                                                  |

| 4 sierpnia 2018 17:00 | Radomiak Radom · Leândro 61' (k)                                  | 1:1(0:1)Raport | GKS Bełchatów · 41' Patryk Mularczyk                                                 | Stadion Lekkoatletyczno-Piłkarski im. Marszałka Józefa Piłsudskiego (Radom) Widzów: 2292 Sędzia: Jacek Lis (Katowice) |
|                       | kartki: · Artur Haluch 11' · Damian Jakubik · Damian Szuprytowski |                | kartki: · Paweł Czajkowski · Marcin Ryszka · Patryk Mularczyk · Bartłomiej Bartosiak | |

| 4 sierpnia 2018 18:00 | Ruch Chorzów · Artur Balicki 10', 49' · Mateusz Bogusz 14' · Michał Walski 36' | 4:0(3:0)Raport | Skra Częstochowa       | Stadion Ruchu (Chorzów) Widzów: 3321 Sędzia: Marcin Kochanek (Opole) |
|                       |                                                                                |                | kartki: · Adam Olejnik |                                                                      |

### 4. kolejka (10 sierpnia – 12 sierpnia)
| 11 sierpnia 2018 20:00 | Górnik Łęczna · Patryk Szysz 43' (k), 89' · Jakub Chrzanowski 72' · Tomasz Tymosiak 74' · Kamil Bętkowski 85' | 5:1(1:0)Raport | Ruch Chorzów · 65' Wojciech Kędziora                                                       | Stadion Górnika (Łęczna) Widzów: 1658 Sędzia: Paweł Kukla (Kraków) |
|                        | kartki: · Patryk Szysz · Mohamed Essam                                                                        |                | kartki: · 66' Bartłomiej Kulejewski · Mateusz Bartolewski · Jakub Kowalski · Michał Walski |                                                                    |

| 11 sierpnia 2018 19:00 | GKS Bełchatów · Damian Michalski 36' · Émile Thiakane 42' · Patryk Mularczyk 52' | 3:0(2:0)Raport | Skra Częstochowa                                           | GIEKSA Arena (Bełchatów) Widzów: 1150 Sędzia: Damian Sylwestrzak (Wrocław) |
|                        | kartki: · Paweł Czajkowski                                                       |                | kartki: · Wojciech Jurek · Adam Olejnik · Łukasz Kowalczyk |                                                                            |

| 11 sierpnia 2018 18:00 | Olimpia Grudziądz · Aghwan Papikjan 56' (k)    | 1:0(0:0)Raport | Radomiak Radom                                                                     | Stadion Miejski (Grudziądz) Sędzia: Marcin Szczerbowicz (Olsztyn) |
|                        | kartki: · Donatas Nakrošius · Robert Ziętarski |                | kartki: · Michał Grudniewski · Damian Jakubik · Damian Szuprytowski · Jakub Rolinc |                                                                   |

| 12 sierpnia 2018 18:00 | Olimpia Elbląg            | 0:2(0:1)Raport | Siarka Tarnobrzeg · 23' Łukasz Nadolski · 53' Adrian Gębalski                                              | Stadion Miejski (Elbląg) Sędzia: Piotr Łęgosz (Włocławek) |
|                        | kartki: · Michał Balewski |                | kartki: · Krystian Krupa · Dawid Kubowicz · Jkaub Głaz · Kacper Maik · Kamil Kargulewicz · Adrian Gębalski |                                                           |

| 11 sierpnia 2018 17:00 | Rozwój Katowice · Przemysław Gałecki 17' · Damian Niedojad 47' | 2:2(1:0)Raport | Pogoń Siedlce · 67' Kamil Walków · 69' Adrian Paluchowski | Stadion Rozwoju (Katowice) Widzów: 416 Sędzia: Marcin Liana (Bydgoszcz) |
|                        |                                                                |                | kartki: · Szymon Przystalski · Lucas Guedes               |                                                                         |

| 11 sierpnia 2018 18:00 | Znicz Pruszków · Adrian Małachowski 72' (k)                               | 1:2(0:1)Raport | Błękitni Stargard · 6' Przemysław Brzeziański · 84' (k) Piotr Kurbiel                                              | Stadion Znicza (Pruszków) Sędzia: Damian Kos (Gdańsk) |
|                        | kartki: · Adrian Rybak 50' · Piotr Klepczarek II 82' · Adrian Małachowski |                | kartki: · Wiktor Patrzykąt · Junpei Shimmura · Marcin Gawron · Jakub Ostrowski · Adrian Kwiatkowski · Patryk Włóka |                                                       |

| 11 sierpnia 2018 17:00 | Stal Stalowa Wola · Robert Dadok 62' (71) · Michał Trąbka 74' | 3:0(0:0)Raport | Widzew Łódź | Izo Arena (Boguchwała) Sędzia: Mateusz Bielawski (Katowice) |
|                        |                                                               |                |             |                                                             |

| 10 sierpnia 2018 18:00 | Gryf Wejherowo · Piotr Kołc 38' · Kamil Włodyka 39' · Adrian Liberacki 57' | 3:1(2:1)Raport | Elana Toruń · 32' (k) Maciej Stefanowicz                                                                    | Stadion WKS Gryf (Wejherowo) Sędzia: Sebastian Załęski (Ostrołęka) |
|                        | kartki: · Piotr Kołc · Dawid Rogalski                                      |                | kartki: · Michał Kołodziejski · Jan Andrzejewski · Artur Lenartowski · Maciej Stefanowicz · Filip Kozłowski |                                                                    |

| 11 sierpnia 2018 17:00 | ROW 1964 Rybnik · Kamil Spratek 28', 47'                                         | 2:1(1:1)Raport | Resovia · 30' Bartłomiej Buczek          | Stadion Miejski (Rybnik) Sędzia: Albert Różycki (Łódź) |
|                        | kartki: · Piotr Dudzik · Mateusz Bukowiec · Michał Rostkowski · Piotr Okuniewicz |                | kartki: · Mateusz Kantor · Daniel Pawlak |                                                        |

### 5. kolejka (17 sierpnia - 18 sierpnia)
| 18 sierpnia 2018 12:00 | Resovia · Szymon Kaliniec 54' · Radosław Adamski 82'             | 2:2(0:1)Raport | Górnik Łęczna · 15' Jakub Chrzanowski · 48' Patryk Szysz | Stadion CWKS Resovia (Rzeszów) Sędzia: Rafał Rokosz (Katowice) |
|                        | kartki: · Szymon Kaliniec · Bartłomiej Buczek · Radosław Adamski |                | kartki: · Piotr Rogala · Tomasz Tymosiak                 |                                                                |

| 18 sierpnia 2018 17:00 | Elana Toruń · Dominik Kościelniak 16' · Krzysztof Wołkowicz 26', 90' | 3:0(2:0)Raport | ROW 1964 Rybnik                                                                        | Stadion Miejski (Toruń) Sędzia: Łukasz Ostrowski (Szczecin) |
|                        | kartki: · Mariusz Kryszak · Maciej Stefanowicz                       |                | kartki: · Michał Bojdys · Bartłomiej Wasiluk · Przemysław Brychlik · Michał Rostkowski |                                                             |

| 18 sierpnia 2018 19:10 | Widzew Łódź · Mateusz Michalski 40' · Radosław Sylwestrzak 53' · Daniel Świderski 90' (k) | 3:1(1:1)Raport | Gryf Wejherowo · 38' Dawid Rogalski                                             | Stadion Widzewa (Łódź) Widzów: 16321 Sędzia: Szymon Lizak (Poznań) |
|                        | kartki: · Radosław Sylwestrzak · Daniel Świderski                                         |                | kartki: · Grzegorz Gulczyński · Krzysztof Wicki · Paweł Czychowski · Piotr Kołc |                                                                    |

| 18 sierpnia 2018 16:00 | Błękitni Stargard · Przemysław Brzeziański 63'                  | 1:0(0:0)Raport | Stal Stalowa Wola                                             | Stadion Miejski (Stargard) Widzów: 800 Sędzia: Piotr Idzik (Poznań) |
|                        | kartki: · Patryk Baranowski · Grzegorz Rogala · Michał Cywiński |                | kartki: · Michał Trąbka · Andrzej Trubeha · Adrian Dziubiński |                                                                     |

| 18 sierpnia 2018 17:00 | Pogoń Siedlce                                    | 0:3(0:2)Raport | Znicz Pruszków · 9', 38' Patryk Kubicki · 60' Marcin Bochenek | Stadion ROSRRiT (Siedlce) Widzów: 673 Sędzia: Łukasz Kuźma (Białystok) |
|                        | kartki: · Sebastian Krawczyk · Maciej Wichtowski |                | kartki: · Piotr Klepczarek II · Przemysław Kocot              |                                                                        |

| 18 sierpnia 2018 17:00 | Siarka Tarnobrzeg · Adrian Gębalski 19'                    | 1:0(1:0)Raport | Rozwój Katowice                         | Stadion Miejski (Tarnobrzeg) Sędzia: Marcin Szrek (Kielce) |
|                        | kartki: · Jakub Głaz · Maksymilian Sitek · Adrian Gębalski |                | kartki: · Damian Lepiarz · Kamil Łączek |                                                            |

| 18 sierpnia 2018 18:00 | Radomiak Radom · Michał Kaput 12' · Bruno Luz 17' · Leândro 29' · Jakub Rolinc 75' · Patryk Winsztal 82' | 5:0(3:0)Raport | Olimpia Elbląg           | Stadion Lekkoatletyczno-Piłkarski im. Marszałka Józefa Piłsudskiego (Radom) Widzów: 1823 Sędzia: Marcin Kochanek (Opole) |
|                        | |                | kartki: · Tomasz Persona | |

| 17 sierpnia 2018 19:00 | Olimpia Grudziądz · Marcin Kaczmarek 11' · Mateusz Marzec 47', 52' · Przemysław Kita 59' | 4:0(1:0)Raport | Skra Częstochowa          | Stadion Miejski (Grudziądz) Sędzia: Karol Rudziński (Olsztyn) |
|                        | kartki: · Adrian Bielawski · Ariel Wawszczyk                                             |                | kartki: · Sebastian Siwek |                                                               |

| 17 sierpnia 2018 19:20 | Ruch Chorzów · Artur Balicki 13' · Mateusz Bogusz 19' | 2:2(2:1)Raport | GKS Bełchatów · 45', 73' Bartosz Biel · 62' (nk) Bartłomiej Bartosiak | Stadion Ruchu (Chorzów) Widzów: 4033 Sędzia: Maciej Pelka (Piła) |
|                        | kartki: · Dominik Małkowski 61' · Jakub Kowalski      |                | kartki: · Mikołaj Grzelak · Damian Michalski · Mateusz Szymorek       |                                                                  |

### 6. kolejka (22 sierpnia)
| 22 sierpnia 2018 18:00 | Górnik Łęczna · Patryk Szysz 69'               | 1:1(0:1)Raport | GKS Bełchatów · 30' Émile Thiakane | Stadion Górnika (Łęczna) Widzów: 1277 Sędzia: Mateusz Bielawski (Katowice) |
|                        | kartki: · Robert Pisarczuk · Igor Korczakowski |                |                                    |                                                                            |

| 22 sierpnia 2018 18:00 | Olimpia Grudziądz | 0:0(0:0)Raport | Ruch Chorzów                                                    | Stadion Miejski (Grudziądz) Widzów: 1540 Sędzia: Tomasz Białek (Drezdenko) |
|                        |                   |                | kartki: · Mateusz Bogusz · Tomasz Podgórski · Wojciech Kędziora |                                                                            |

| 22 sierpnia 2018 17:00 | Olimpia Elbląg · Jakub Bojas 28'                                                  | 1:0(1:0)Raport | Skra Częstochowa                                                  | Stadion Miejski (Elbląg) Sędzia: Marcin Szczerbowicz (Olsztyn) |
|                        | kartki: · Tomasz Lewandowski · Jakub Bojas · Kacper Korkliniewski · Anton Kołosow |                | kartki: · 88' Krzysztof Napora · Maciej Buławski · Dawid Niedbała |                                                                |

| 22 sierpnia 2018 17:00 | Rozwój Katowice · Kamil Łączek 77'                                 | 1:0(0:0)Raport | Radomiak Radom                                                                           | Stadion Rozwoju (Katowice) Widzów: 307 Sędzia: Paweł Kulka (Kraków) |
|                        | kartki: · Przemysław Gałecki · Bartosz Baranowicz · Daniel Kaletka |                | kartki: · Michał Grudniewski · Jakub Wawszczyk · Leândro · Michał Kaput · Rafał Makowski |                                                                     |

| 22 sierpnia 2018 19:00 | Znicz Pruszków · Paweł Tarnowski 46', 87'                                                 | 2:2(0:1)Raport | Siarka Tarnobrzeg · 33', 90' (k) Kamil Radulj                               | Stadion Znicza (Pruszków) Sędzia: Łukasz Karski (Słupsk) |
|                        | kartki: · Marcin Rackiewicz · Adrian Małachowski · Mateusz Długołęcki · Dariusz Zjawiński |                | kartki: · Mateusz Janeczko · Kamil Radulj · Kacper Maik · 84' Cezary Kabała |                                                          |

| 22 sierpnia 2018 17:00 | Stal Stalowa Wola                              | 0:2(0:0)Raport | Pogoń Siedlce · 78' Tomasz Margiel · 85' Adrian Paluchowski | Izo Arena (Boguchwała) Sędzia: Dawid Bukowczan (Żywiec) |
|                        | kartki: · Kacper Czajkowski · Michał Kitliński |                | kartki: · Michał Wrzesiński · Adrian Paluchowski            |                                                         |

| 22 sierpnia 2018 18:00 | Gryf Wejherowo · Krzysztof Wicki 84' · Maciej Koziara 90' | 2:0(0:0)Raport | Błękitni Stargard                                  | Stadion WKS Gryf (Wejherowo) Sędzia: Paweł Horożaniecki (Żary) |
|                        | kartki: · Krzysztof Wicki · Paweł Ewertowski              |                | kartki: · Adrian Kwiatkowski · Mateusz Kwiatkowski |                                                                |

| 22 sierpnia 2018 17:00 | ROW 1964 Rybnik · Jan Janik 40' (k) · Krystian Kujawa 88' | 2:2(1:0)Raport | Widzew Łódź · 61' Konrad Gutowski · 69' Radosław Sylwestrzak               | Stadion Miejski (Rybnik) Widzów: 1569 Sędzia: Damian Gawęcki (Kielce) |
|                        | kartki: · Damian Koleczko · Piotr Okuniewicz              |                | kartki: · Sebastian Kamiński · Dario Krišto · Kacper Falon · Róbert Demjan |                                                                       |

| 22 sierpnia 2018 17:00 | Resovia                           | 0:0(0:0)Raport | Elana Toruń             | Stadion CWKS Resovia (Rzeszów) Sędzia: Grzegorz Kawałko (Białystok) |
|                        | kartki: · Dariusz Frankiewicz 90' |                | kartki: · Maciej Felsch |                                                                     |

### 7. kolejka (25 sierpnia - 26 sierpnia)
| 26 sierpnia 2018 15:00 | Elana Toruń · Artur Lenartowski 44' · Filip Kozłowski 48'        | 2:0(1:0)Raport | Górnik Łęczna                             | Stadion Miejski (Toruń) Widzów: 780 Sędzia: Albert Różycki (Łódź) |
|                        | kartki: · Jan Andrzejewski · Mateusz Stąporski · Filip Kozłowski |                | kartki: · Kamil Bętkowski · Mohamed Essam |                                                                   |

| 25 sierpnia 2018 19:10 | Widzew Łódź · Dario Krišto 2' · Mateusz Michalski 29' (k) | 2:1(2:0)Raport | Resovia · 78' Sebastian Zalepa                                                                   | Stadion Widzewa (Łódź) Widzów: 16721 Sędzia: Damian Kos (Gdańsk) |
|                        | kartki: · Patryk Wolański · Marcin Kozłowski              |                | kartki: · Mateusz Kantor · Sebastian Zalepa · David Kwiek · Przemysław Pyrdek · Radosław Adamski |                                                                  |

| 26 sierpnia 2018 16:00 | Błękitni Stargard · Mateusz Kwiatkowski 58'                                         | 1:1(0:1)Raport | ROW 1964 Rybnik · 7' (k) Jan Janik       | Stadion Miejski (Stargard) Widzów: 354 Sędzia: Sebastian Załęski (Ostrołęka) |
|                        | kartki: · Mariusz Rzepecki · Junpei Shimmura · Michał Cywiński · Adrian Kwiatkowski |                | kartki: · Kacper Rosa · Dominik Zawadzki |                                                                              |

| 26 sierpnia 2018 19:00 | Pogoń Siedlce · Adrian Paluchowski 17', 45', 86' · Kamil Walków 30', 40' · Andrzej Rybski 58' · Michał Wrzesiński 76' | 7:2(4:1)Raport | Gryf Wejherowo · 28' Piotr Kołc · 90' Maciej Koziara | Stadion ROSRRiT (Siedlce) Widzów: 913 Sędzia: Jacek Lis (Katowice) |
|                        | kartki: · Maciej Wichtowski · Tomasz Margol · Sebastian Pociecha · Bartosz Wiktoruk                                   |                | kartki: · Piotr Kołc                                 |                                                                    |

| 25 sierpnia 2018 17:00 | Siarka Tarnobrzeg · Adrian Gębalski 19', 25' · Dawid Kubowicz 22' | 3:0(3:0)Raport | Stal Stalowa Wola                                                       | Stadion Miejski (Tarnobrzeg) Widzów: 2770 Sędzia: Łukasz Kuźma (Białystok) |
|                        | kartki: · Kacper Maik 90'                                         |                | kartki: · 90' Andrzej Trubeha · 74' Kacper Czajkowski · Piotr Mroziński |                                                                            |

| 26 sierpnia 2018 17:00 | Radomiak Radom · Leândro 50' (k) · Patryk Mikita 61' · Rafał Makowski 74' · Bruno Luz 78' | 4:0(0:0)Raport | Znicz Pruszków                                                         | Stadion Lekkoatletyczno-Piłkarski im. Marszałka Józefa Piłsudskiego (Radom) Widzów: 1405 Sędzia: Marcin Bielawski (Katowice) |
|                        | kartki: · Maciej Świdzikowski · Jakub Wawszczyk                                           |                | kartki: · Paweł Tarnowski · 89' Piotr Klepczarek II · Marcin Smoliński | |

| 25 sierpnia 2018 17:30 | Skra Częstochowa · Damian Nowak 17', 32'              | 2:0(2:0)Raport | Rozwój Katowice                            | Stolzle Stadion STO (Częstochowa) Widzów: 226 Sędzia: Piotr Łęgosz (Włocławek) |
|                        | kartki: · Dawid Niedbała · Piotr Nocoń · Damian Nowak |                | kartki: · Daniel Paszek · Mateusz Wrzesień |                                                                                |

| 26 sierpnia 2018 18:00 | Ruch Chorzów · Wojciech Kędziora 90' (k)                                          | 1:0(0:0)Raport | Olimpia Elbląg                                                                     | Stadion Ruchu (Chorzów) Widzów: 4025 Sędzia: Damian Sylwestrzak (Wrocław) |
|                        | kartki: · Jakub Kowalski · Michał Walski · Mateusz Bogusz · Wojciech Kędziora 90' |                | kartki: · Tomasz Sedlewski · Tomasz Lewandowski · Tomasz Persona · Michał Kuczałek |                                                                           |

| 26 sierpnia 2018 18:00 | GKS Bełchatów · Patryk Mularczyk 13' · Bartłomiej Bartosiak 52' | 2:1(1:1)Raport | Olimpia Grudziądz · 30' Przemysław Kita      | GIEKSA Arena (Bełchatów) Widzów: 1226 Sędzia: Marcin Liana (Bydgoszcz) |
|                        |                                                                 |                | kartki: · Marcin Kaczmarek · Przemysław Kita |                                                                        |

### 8. kolejka (1 września – 2 września)
| 1 września 2018 18:00 | Górnik Łęczna · Piotr Witasik 86' (s)                                                | 1:3(0:0)Raport | Olimpia Grudziądz · 60' Aghwan Papikjan · 64' Damian Ciechanowski · 78' Przemysław Kita | Stadion Górnika (Łęczna) Widzów: 1104 Sędzia: Marcin Szrek (Kielce) |
|                       | kartki: · Piotr Rogala · Dawid Dzięgielewski · Tomasz Tymosiak · Paweł Wojciechowski |                | kartki: · Mateusz Marzec · Donatas Nakrošius                                            |                                                                     |

| 1 września 2018 19:45 | Olimpia Elbląg          | 0:1(0:0)Raport | GKS Bełchatów · 86' Damian Michalski              | Stadion Miejski (Elbląg) Widzów: 1371 Sędzia: Piotr Idzik (Poznań) |
|                       | kartki: · Anton Kołosow |                | kartki: · Paweł Czajkowski · Przemysław Zdybowicz |                                                                    |

| 1 września 2018 18:00 | Rozwój Katowice                                  | 0:3(0:1)Raport | Ruch Chorzów · 26' Mateusz Bartolewski · 64' Lukáš Ďuriška · 78' Artur Balicki | Stadion Rozwoju (Katowice) Widzów: 4194 Sędzia: Szymon Lizak (Poznań) |
|                       | kartki: · Bartosz Baranowicz · Bartosz Marchewka |                | kartki: · Mateusz Bartolewski                                                  |                                                                       |

| 1 września 2018 19:00 | Znicz Pruszków · Mateusz Długołęcki 23' · Paweł Tarnowski 36'                      | 2:1(2:0)Raport | Skra Częstochowa · 66' Maciej Buławski        | Stadion Znicza (Pruszków) Widzów: 420 Sędzia: Marek Śliwa (Kielce) |
|                       | kartki: · Mateusz Długołęcki · Przemysław Kocot · Konrad Budek · Dariusz Zjawiński |                | kartki: · Mariusz Holik · Oktawian Obuchowski |                                                                    |

| 1 września 2018 17:00 | Stal Stalowa Wola                                           | 0:0(0:0)Raport | Radomiak Radom                                 | Izo Arena (Boguchwała) Widzów: 150 Sędzia: Rafał Rokosz (Katowice) |
|                       | kartki: · Szymon Jopek 53' · Robert Dadok · Michał Mistrzyk |                | kartki: · Martin Klabnik · Maciej Świdzikowski |                                                                    |

| 2 września 2018 16:00 | Gryf Wejherowo · Kamil Włodyka 38' | 1:1(1:1)Raport | Siarka Tarnobrzeg · 19' Krzysztof Ropski     | Stadion WKS Gryf (Wejherowo) Widzów: 504 Sędzia: Karol Rudziński (Olsztyn) |
|                       | kartki: · Krzysztof Wicki          |                | kartki: · Michał Bierzało · Krzysztof Ropski |                                                                            |

| 1 września 2018 17:00 | ROW 1964 Rybnik · Jan Janik 18' (k)             | 1:1(1:0)Raport | Pogoń Siedlce · 90' Adrian Paluchowski | Stadion Miejski (Rybnik) Widzów: 357 Sędzia: Marcin Kochanek (Opole) |
|                       | kartki: · Bartłomiej Wasiluk · Dominik Zawadzki |                | kartki: · Armin Pjetrović              |                                                                      |

| 1 września 2018 16:00 | Resovia · Mateusz Ogrodowski 36' (s)          | 1:0(1:0)Raport | Błękitni Stargard                                  | Stadion CWKS Resovia (Rzeszów) Widzów: 600 Sędzia: Mateusz Bielawski (Katowice) |
|                       | kartki: · Kamil Antonik · Dariusz Frankiewicz |                | kartki: · Mateusz Ogrodowski · 64' Jakub Ostrowski |                                                                                 |

| 1 września 2018 16:00 | Elana Toruń                                                      | 0:0(0:0)Raport | Widzew Łódź            | Stadion Miejski im. Grzegorza Duneckiego (Toruń) Widzów: 3343 Sędzia: Dawid Bukowczan (Żywiec) |
|                       | kartki: · Maciej Felsch · Mateusz Stąporski · Maciej Stefanowicz |                | kartki: · Dario Krišto |                                                                                                |

### 9. kolejka (8 września – 9 września)
| 8 września 2018 19:10 | Widzew Łódź · Maciej Kazimierowicz 43' · Dario Krišto 64' · Filip Mihaljević 73' | 3:0(1:0)Raport | Górnik Łęczna                                                    | Stadion Widzewa (Łódź) Widzów: 16859 Sędzia: Marcin Szczerbowicz (Olsztyn) |
|                       | kartki: · Radosław Sylwestrzak                                                   |                | kartki: · Tomasz Midzierski · Krystian Wójcik · Łukasz Sosnowski |                                                                            |

| 19 września 2018 17:00 | Błękitni Stargard · Patryk Baranowski 50'                         | 1:2(0:1)Raport | Elana Toruń · 45' Filip Kozłowski · 75' Daniel Kraska | Stadion Miejski (Stargard) Sędzia: Maciej Pelka (Piła)) |
|                        | kartki: · Wiktor Patrzykąt · Adrian Kwiatkowski · Filip Karmański |                | kartki: · Patryk Urbański · Michał Kołodziejski       |                                                         |

| 8 września 2018 16:00 | Pogoń Siedlce · Bartosz Wiktoruk 38'               | 1:3(1:2)Raport | Resovia · 8' (s) Sebastian Krawczyk · 33' Kamil Antonik · 82' Michał Ogrodnik | Stadion ROSRRiT (Siedlce) Widzów: 1136 Sędzia: Dawid Wiśniewski (Olsztyn) |
|                       | kartki: · Armin Pjetrović 88' · Sebastian Pociecha |                | kartki: · Wadym Straszkewycz                                                  |                                                                           |

| 8 września 2018 16:00 | Siarka Tarnobrzeg                                                                               | 0:2(0:2)Raport | ROW 1964 Rybnik · 13' Szymon Jary · 26' Kamil Spratek | Stadion Miejski (Tarnobrzeg) Widzów: 874 Sędzia: Paweł Kukla (Kraków) |
|                       | kartki: · Eryk Galara · Dawid Kubowicz · Michał Bierzało · Maksymilian Sitek · Mateusz Janeczko |                | kartki: · Bartosz Kunat                               |                                                                       |

| 8 września 2018 17:00 | Radomiak Radom · Rafał Makowski 25' · Leândro 30' (k) · Łukasz Pietroń 75' | 3:0(2:0)Raport | Gryf Wejherowo                                       | Stadion Lekkoatletyczno-Piłkarski im. Marszałka Józefa Piłsudskiego (Radom) Widzów: 1701 Sędzia: Daniel Kawęcki (Kielce) |
|                       |                                                                            |                | kartki: · 27' Grzegorz Gulczyński · Paweł Ewertowski | |

| 8 września 2018 17:00 | Skra Częstochowa · Krzysztof Napora 19' · Michał Kieca 80' · Adrian Błaszkiewicz 90' | 3:2(1:0)Raport | Stal Stalowa Wola · 50' Adrian Dziubiński · 70' (k) Michał Mistrzyk                   | Stolzle Stadion STO (Częstochowa) Widzów: 487 Sędzia: Tomasz Białek (Drezdenko) |
|                       | kartki: · Karol Tomczyk                                                              |                | kartki: · Grzegorz Janiszewski · Fryderyk Stasiak · Tomasz Żyliński · Piotr Mroziński |                                                                                 |

| 11 września 2018 19:20 | Ruch Chorzów · Mateusz Bartolewski 4' | 1:1(1:0)Raport | Znicz Pruszków · 84' Dariusz Zjawiński         | Stadion Ruchu (Chorzów) Widzów: 4146 Sędzia: Paweł Horożaniecki (Żary) |
|                        | kartki: · Dominik Małkowski 75'       |                | kartki: · Marcin Rackiewicz · Przemysław Kocot |                                                                        |

| 8 września 2018 18:00 | GKS Bełchatów · Paweł Czajkowski 55' · Patryk Mularczyk 60' | 2:1(0:0)Raport | Rozwój Katowice · 47' (s) Émile Thiakane | GIEKSA Arena (Bełchatów) Widzów: 1310 Sędzia: Łukasz Karski (Słupsk) |
|                       | kartki: · Marcin Grolik                                     |                | kartki: · Seweryn Gancarczyk             |                                                                      |

| 8 września 2018 18:00 | Olimpia Grudziądz · Konrad Handzlik 24' · Aghwan Papikjan 44' (k) · Robert Ziętarski 87' | 3:0(2:0)Raport | Olimpia Elbląg                             | Stadion Miejski (Grudziądz) Widzów: 1233 Sędzia: Grzegorz Kawałko (Białystok) |
|                       | kartki: · Aghwan Papikjan · Przemysław Kita                                              |                | kartki: · Tomasz Sedlewski · Anton Kołosow |                                                                               |

### 10. kolejka (15 września – 16 września)
| 15 września 2018 18:00 | Górnik Łęczna · Patryk Szysz 38' (k) · Paweł Wojciechowski 58'                       | 2:1(1:1)Raport | Olimpia Elbląg · 42' Anton Kołosow | Stadion Górnika (Łęczna) Widzów: 902 Sędzia: Piotr Łęgosz (Włocławek) |
|                        | kartki: · Łukasz Sosnowski · Adrian Łuszkiewicz · Michał Zuber · Paweł Wojciechowski |                | kartki: · Tomasz Persona           |                                                                       |

| 15 września 2018 15:00 | Rozwój Katowice · Michał Płonka 21'                          | 1:2(1:1)Raport | Olimpia Grudziądz · 33' Piotr Witasik · 89' Mateusz Marzec       | Stadion Rozwoju (Katowice) Widzów: 309 Sędzia: Sebastian Załęski (Ostrołęka) |
|                        | kartki: · Kajetan Kunka · Daniel Paszek · Bartosz Baranowicz |                | kartki: · Ariel Wawszczyk · Robert Ziętarski · Donatas Nakrošius |                                                                              |

| 15 września 2018 19:00 | Znicz Pruszków · Marcin Smoliński 43' (k) | 1:0(1:0)Raport | GKS Bełchatów                                | Stadion Znicza (Pruszków) Widzów: 520 Sędzia: Szymon Lizak (Poznań) |
|                        | kartki: · Marcin Smoliński                |                | kartki: · Marcin Sierczyński · Marcin Ryszka |                                                                     |

| 15 września 2018 16:00 | Stal Stalowa Wola · Adrian Dziubiński 25' · Grzegorz Janiszewski 84'  | 2:2(1:0)Raport | Ruch Chorzów · 50', 88' Artur Balicki                  | Izo Arena (Boguchwała) Sędzia: Albert Różycki (Łódź) |
|                        | kartki: · Michał Mistrzyk · Przemysław Stelmach · Andrzej Trubeha 87' |                | kartki: · Robert Obst · Mateusz Bogusz · Artur Balicki |                                                      |

| 16 września 2018 16:00 | Gryf Wejherowo                         | 0:1(0:0)Raport | Skra Częstochowa · 48' Michał Kieca | Stadion WKS Gryf (Wejherowo) Sędzia: Piotr Idzik (Poznań) |
|                        | kartki: · Krzysztof Wicki · Piotr Kołc |                | kartki: · Adrian Błaszkiewicz       |                                                           |

| 15 września 2018 17:00 | ROW 1964 Rybnik · Michał Rostkowski 81' · Kamil Spratek 90'          | 2:2(0:1)Raport | Radomiak Radom · 45' Patryk Mikita · 53' Rafał Makowski | Stadion Miejski (Rybnik) Sędzia: Marcin Liana (Bydgoszcz) |
|                        | kartki: · Jan Janik · Szymon Jary · Piotr Okuniewicz · Michał Bojdys |                | kartki: · Maciej Świdzikowski                           |                                                           |

| 15 września 2018 16:00 | Resovia · Kamil Antonik 51' · Przemysław Pyrdek 59', 76' | 3:0(0:0)Raport | Siarka Tarnobrzeg                                                                  | Stadion CWKS Resovia (Rzeszów) Widzów: 929 Sędzia: Marcin Bielawski (Katowice) |
|                        | kartki: · Mateusz Kantor                                 |                | kartki: · Aleksander Drobot · Grzegorz Płatek · Adrian Gębalski · Krzysztof Ropski |                                                                                |

| 15 września 2018 15:00 | Elana Toruń · Mariusz Kryszak 38' (k) · Filip Kozłowski 45' · Jan Andrzejewski 78' | 3:0(2:0)Raport | Pogoń Siedlce                                               | Stadion Miejski im. Grzegorza Duneckiego (Toruń) Widzów: 350 Sędzia: Damian Kos (Gdańsk) |
|                        | kartki: · Michał Kołodziejski · Jakub Banach                                       |                | kartki: · Tomasz Margol · Rafał Misztal · Michał Wrzesiński |                                                                                          |

| 15 września 2018 19:10 | Widzew Łódź · Konrad Gutowski 17' · Filip Mihaljević 27', 39' · Mateusz Michalski 30' | 4:2(4:1)Raport | Błękitni Stargard · 44' Karol Orłowski · 55' Patryk Baranowski                          | Stadion Widzewa (Łódź) Widzów: 16658 Sędzia: Piotr Urban (Warszawa) |
|                        | kartki: · Nika Kwantaliani                                                            |                | kartki: · Patryk Baranowski · Mikołaj Napora · Junpei Shimmura · Przemysław Brzeziański |                                                                     |

### 11. kolejka (22 września - 23 września)
| 23 września 2018 16:00 | Błękitni Stargard                                                                            | 0:2(0:0)Raport | Górnik Łęczna · 83' (k) Patryk Szysz · 90' Kamil Bętkowski         | Stadion Miejski (Stargard) Sędzia: Damian Sylwestrzak (Wrocław) |
|                        | kartki: · Filip Karmański · Patryk Baranowski 82' · Mateusz Ogrodowski · Mateusz Kwiatkowski |                | kartki: · Tomasz Midzierski · Tomasz Tymosiak · Adrian Łuszkiewicz |                                                                 |

| 22 września 2018 18:00 | Pogoń Siedlce | 0:1(0:1)Raport | Widzew Łódź · 37' Dario Krišto                           | Stadion ROSRRiT (Siedlce) Widzów: 1789 Sędzia: Karol Rudziński (Olsztyn) |
|                        | kartki: · Sebastian Krawczyk · Szymon Przystalski · Dariusz Brągiel · Sebastian Pociecha · Tomasz Margol · Mateusz Bochnak 74' |                | kartki: · Tomasz Wełna · Mikołaj Gibas · Konrad Gutowski |                                                                          |

| 22 września 2018 16:00 | Siarka Tarnobrzeg · Maksymilian Sitek 45' · Kamil Radulj 67' | 2:2(1:1)Raport | Elana Toruń · 36' Daniel Kraska · 56' Filip Kozłowski | Stadion Miejski (Tarnobrzeg) Sędzia: Rafał Rokosz (Katowice) |
|                        | kartki: · Mateusz Janeczko · Kacper Maik · Adrian Gębalski   |                | kartki: · Mariusz Kryszak · Daniel Kraska             |                                                              |

| 22 września 2018 15:00 | Radomiak Radom · Damian Szuprytowski 18' · Bruno Luz 29' · Maciej Filipowicz 80' · Leândro 82' · Patryk Winsztal 90' | 5:0(2:0)Raport | Resovia                                                                           | Stadion Lekkoatletyczno-Piłkarski im. Marszałka Józefa Piłsudskiego (Radom) Widzów: 3357 Sędzia: Dawid Bukowczan (Żywiec) |
|                        | kartki: · Artur Haluch · Damian Jakubik                                                                              |                | kartki: · Rafał Mikulec · Kamil Antonik · Dariusz Frankiewicz · Bartłomiej Buczek | |

| 22 września 2018 16:30 | Skra Częstochowa                             | 0:0(0:0)Raport | ROW 1964 Rybnik                                                                      | Stolzle Stadion STO (Częstochowa) Sędzia: Paweł Horożaniecki (Żary) |
|                        | kartki: · Adrian Błaszkiewicz · Damian Nowak |                | kartki: · Michał Bojdys · Dominik Zawadzki · Michał Rostkowski · Przemysław Brychlik |                                                                     |

| 21 września 2018 19:20 | Ruch Chorzów · Wojciech Kędziora 20' (k)   | 1:1(1:0)Raport | Gryf Wejherowo · 83' Oskar Sikorski              | Stadion Ruchu (Chorzów) Widzów: 4360 Sędzia: Marek Śliwa (Kielce) |
|                        | kartki: · Maciej Urbańczyk · Michał Walski |                | kartki: · Grzegorz Gulczyński · Paweł Czychowski |                                                                   |

| 22 września 2018 17:00 | GKS Bełchatów · Bartosz Biel 28'            | 1:2(1:0)Raport | Stal Stalowa Wola · 72' Adrian Dziubiński · 90' Sebastian Łętocha | GIEKSA Arena (Bełchatów) Widzów: 1205 Sędzia: Mateusz Bielawski (Katowice) |
|                        | kartki: · Bartosz Biel · Émile Thiakane 62' |                | kartki: · Adam Waszkiewicz · Przemysław Stelmach · Michał Trąbka  |                                                                            |

| 21 września 2018 18:00 | Olimpia Grudziądz · Mateusz Marzec 90' | 1:1(0:0)Raport | Znicz Pruszków · 89' (k) Maciej Machalski                     | Stadion Miejski (Grudziądz) Sędzia: Marcin Kochanek (Opole) |
|                        | kartki: · Piotr Witasik                |                | kartki: · Marcin Bochenek · Adrian Rubak · Mateusz Długołęcki |                                                             |

| 22 września 2018 19:45 | Olimpia Elbląg · Michał Ressel 19'             | 1:2(1:1)Raport | Rozwój Katowice · 11' Mateusz Wrzesień · 76' Patryk Gembicki   | Stadion Miejski (Elbląg) Widzów: 654 Sędzia: Łukasz Kuźma (Białystok) |
|                        | kartki: · Kacper Korkliniewski · Michał Ressel |                | kartki: · Seweryn Gancarczyk · Kamil Łączek · Mateusz Wrzesień |                                                                       |

### 12. kolejka (29 września - 30 września)
| 30 września 2018 18:00 | Górnik Łęczna · Paweł Wojciechowski 30' · Patryk Szysz 65'      | 2:2(1:1)Raport | Rozwój Katowice · 11' Sebastian Olszewski · 88' Seweryn Gancarczyk | Stadion Górnika (Łęczna) Widzów: 862 Sędzia: Karol Rudziński (Olsztyn) |
|                        | kartki: · Tomasz Tymosiak · Kamil Bętkowski · Mohamed Essam 90' |                | kartki: · 90' Seweryn Gancarczyk                                   |                                                                        |

| 29 września 2018 18:30 | Znicz Pruszków · Dariusz Zjawiński 85' | 1:1(0:1)Raport | Olimpia Elbląg · 45' Mateusz Szmydt | Stadion Znicza (Pruszków) Widzów: 350 Sędzia: Piotr Idzik (Poznań) |
|                        | kartki: · Adrian Rybak                 |                | kartki: · Tomasz Sedlewski          |                                                                    |

| 1 października 2018 15:00 | Stal Stalowa Wola · Adrian Dziubiński 11', 85' · Sebastian Łętocha 40' · Michał Mistrzyk 81' (k) | 4:2(2:0)Raport | Olimpia Grudziądz · 71', 84' Robert Hirsz    | Izo Arena (Boguchwała) Sędzia: Marcin Bielawski (Katowice) |
|                           | kartki: · Grzegorz Janiszewski · Michał Mistrzyk · Szymon Jopek                                  |                | kartki: · Ariel Wawszczyk · Marcin Kaczmerek |                                                            |

| 30 września 2018 15:00 | Gryf Wejherowo                                            | 0:1(0:0)Raport | GKS Bełchatów · 90' Damian Michalski      | Stadion WKS Gryf (Wejherowo) Sędzia: Marcin Szczerbowicz (Olsztyn) |
|                        | kartki: · Adrian Liberacki · Błażej Niciński · Piotr Kołc |                | kartki: · Bartosz Biel · Patryk Mularczyk |                                                                    |

| 30 września 2018 16:00 | ROW 1964 Rybnik · Kamil Spratek 13' | 1:0(1:0)Raport | Ruch Chorzów                                                                 | Stadion Miejski (Rybnik) Sędzia: Piotr Łęgosz (Włocławek) |
|                        | kartki: · Bartłomiej Wasiluk        |                | kartki: · Robert Obst · Mateusz Bartolewski · Mateusz Bogusz · Artur Balicki |                                                           |

| 29 września 2018 15:00 | Resovia · Sebastian Zalepa 8' · Wadym Straszkewycz 73' | 2:2(1:1)Raport | Skra Częstochowa · 44' Mariusz Holik · 48' Damian Nowak                                                  | Stadion CWKS Resovia (Rzeszów) Sędzia: Sebastian Załęski (Ostrołęka) |
|                        | kartki: · Mirosław Kmiotek · Szymon Kaliniec           |                | kartki: · Wojciech Jurek · Adrian Błaszkiewicz · Oktawian Obuchowski · Krzysztof Napora · Kamil Zalewski |                                                                      |

| 30 września 2018 15:00 | Elana Toruń · Patryk Urbański 59' · Dominik Kościelniak 77' | 2:1(0:0)Raport | Radomiak Radom · 75' (k) Leândro | Stadion Miejski im. Grzegorza Duneckiego (Toruń) Sędzia: Łukasz Kuźma (Białystok) |
|                        | kartki: · Michał Kołodziejski · Dominik Kościelniak         |                | kartki: · Damian Jakubik         |                                                                                   |

| 29 września 2018 19:10 | Widzew Łódź · Radosław Sylwestrzak 29' · Mateusz Michalski 40' (k) · Konrad Gutowski 50' · Daniel Mąka 78' | 4:0(2:0)Raport | Siarka Tarnobrzeg            | Stadion Widzewa (Łódź) Widzów: 16785 Sędzia: Mateusz Bielawski (Katowice) |
|                        | kartki: · Marcin Kozłowski · Daniel Mąka · Filip Mihaljević                                                |                | kartki: · 43' Dawid Kubowicz |                                                                           |

| 29 września 2018 15:00 | Błękitni Stargard · Mateusz Kwiatkowski 17' (k) · Grzegorz Rogala 65' · Przemysław Brzeziański 74' | 3:0(1:0)Raport | Pogoń Siedlce                                                 | Stadion Miejski (Stargard) Sędzia: Paweł Horożaniecki (Żary) |
|                        | |                | kartki: · Bartosz Wiktoruk · Kamil Walków · 48' Tomasz Margol |                                                              |

### 13. kolejka (6 października – 7 października)
| 6 października 2018 17:00 | Pogoń Siedlce · Andrzej Rybski 51' · Adrian Paluchowski 62', 76' (k) · Kamil Walków 90' | 4:0(0:0)Raport | Górnik Łęczna                                                    | Stadion ROSRRiT (Siedlce) Widzów: 1012 Sędzia: Piotr Urban (Warszawa) |
|                           | kartki: · Maciej Wichtowski · Sebastian Krawczyk · Adrian Paluchowski · Lucas Guedes    |                | kartki: · Robert Pisarczuk · Tomasz Midzierski · Krystian Wójcik |                                                                       |

| 6 października 2018 15:00 | Siarka Tarnobrzeg | 0:1(0:0)Raport | Błękitni Stargard · 85' (k) Przemysław Brzeziański                                                            | Stadion Miejski (Tarnobrzeg) Sędzia: Damian Gawęcki (Kielce) |
|                           | kartki: · Mateusz Janeczko · Kamil Kargulewicz · Sebastian Duda · Kamil Woźniak · Michał Bierzało · Kamil Radulj · Krzysztof Ropski |                | kartki: · Wojciech Błyszko · Michał Cywiński · Mateusz Kwiatkowski · Przemysław Brzeziański · Junpei Shimmura |                                                              |

| 6 października 2018 15:30 | Radomiak Radom | 0:1(0:1)Raport | Widzew Łódź · 40' Dario Krišto                                                        | Stadion Lekkoatletyczno-Piłkarski im. Marszałka Józefa Piłsudskiego (Radom) Widzów: 3850 Sędzia: Szymon Lizak (Poznań) |
|                           |                |                | kartki: · Radosław Sylwestrzak · Mateusz Michalski · Mikołaj Gibas · Daniel Świderski | |

| 6 października 2018 16:00 | Skra Częstochowa · Damian Nowak 34' | 1:2(1:2)Raport | Elana Toruń · 31' Filip Kozłowski · 39' Kordian Górka                | Stolzle Stadion STO (Częstochowa) Widzów: 370 Sędzia: Albert Różycki (Łódź) |
|                           |                                     |                | kartki: · Patryk Urbański · Dominik Kościelniak · Mateusz Stryjewski |                                                                             |

| 6 października 2018 18:00 | Ruch Chorzów · Mateusz Bartolewski 13' · Lukáš Ďuriška 23' · Mateusz Bogusz 33', 52' · Tomasz Podgórski 56' (k) | 5:1(3:1)Raport | Resovia · 14' Szymon Feret                                    | Stadion Ruchu (Chorzów) Widzów: 4767 Sędzia: Paweł Kukla (Kraków) |
|                           | kartki: · Lukáš Ďuriška · Mateusz Bartolewski · Michał Walski · Bartłomiej Wdowik                               |                | kartki: · Daniel Pawlak · Szymon Kaliniec · Bartłomiej Buczek |                                                                   |

| 6 października 2018 17:00 | GKS Bełchatów · Bartłomiej Bartosiak 48'                      | 1:0(0:0)Raport | ROW 1964 Rybnik                           | GIEKSA Arena (Bełchatów) Widzów: 1250 Sędzia: Grzegorz Kawałko (Białystok) |
|                           | kartki: · Marcin Grolik · Mateusz Szymorek · Paweł Czajkowski |                | kartki: · Szymon Jary · Paweł Jaroszewski |                                                                            |

| 7 października 2018 18:00 | Olimpia Grudziądz · Robert Hirsz 3' (k) | 1:2(1:0)Raport | Gryf Wejherowo · 49' (k) Krzysztof Wicki · 65' Robert Chwastek | Stadion Miejski (Grudziądz) Widzów: 1221 Sędzia: Rafał Rokosz (Katowice) |
|                           | kartki: · Donatas Nakrošius             |                | kartki: · Paweł Brzuzy · 69' Piotr Kołc                        |                                                                          |

| 6 października 2018 19:45 | Olimpia Elbląg · Tomasz Lewandowski 22' · Tomasz Sedlewski 28' · Michał Kuczałek 81' | 3:2(2:1)Raport | Stal Stalowa Wola · 19' (k) Adrian Dziubiński · 70' Szymon Jopek | Stadion Miejski (Elbląg) Widzów: 1116 Sędzia: Łukasz Karski (Słupsk) |
|                           | kartki: · Tomasz Sedlewski · Kamil Wenger                                            |                | kartki: · Kacper Czajkowski · Michał Trąbka                      |                                                                      |

| 6 października 2018 15:00 | Rozwój Katowice · Mateusz Wrzesień 52'                                                                       | 1:3(0:2)Raport | Znicz Pruszków · 7', 33' Dariusz Zjawiński · 48' Mateusz Długołęcki | Stadion Rozwoju (Katowice) Widzów: 341 Sędzia: Maciej Pelka (Piła) |
|                           | kartki: · Daniel Paszek · Szymon Zielonka · Kamil Łączek · Patryk Gembicki · Michał Płonka · Marcin Kowalski |                | kartki: · Arkadiusz Pyrka · Jakub Kabala                            |                                                                    |

### 14. kolejka (13 października – 14 października)
| 13 października 2018 18:00 | Górnik Łęczna · Patryk Szysz 54' · Paweł Wojciechowski 71' | 2:2(0:0)Raport | Znicz Pruszków · 47' Marcin Bochenek · 66' Paweł Tarnowski | Stadion Górnika (Łęczna) Widzów: 8765 Sędzia: Marcin Bielawski (Katowice) |
|                            | kartki: · Tomasz Midzierski · Paweł Wojciechowski          |                | kartki: · Marcin Bochenek                                  |                                                                           |

| 13 października 2018 15:50 | Stal Stalowa Wola · Piotr Mroziński 8' · Sebastian Łętocha 33' · Adrian Dziubiński 61' · Michał Kitliński 80' | 4:0(2:0)Raport | Rozwój Katowice           | Izo Arena (Boguchwała) Widzów: 75 Sędzia: Marcin Kochanek (Opole) |
|                            | kartki: · Grzegorz Janiszewski · Michał Mistrzyk · Sebastian Łętocha                                          |                | kartki: · Damian Niedojad |                                                                   |

| 14 października 2018 14:00 | Gryf Wejherowo                     | 0:2(0:1)Raport | Olimpia Elbląg · 25', 85' Jakub Bojas                                 | Stadion WKS Gryf (Wejherowo) Widzów: 303 Sędzia: Marcin Liana (Bydgoszcz) |
|                            | kartki: · Michał Bury · Piotr Kołc |                | kartki: · Tomasz Lewandowski · Michał Kuczałek · Kacper Korkliniewski |                                                                           |

| 13 października 2018 15:00 | ROW 1964 Rybnik · Michał Bojdys 23'       | 1:1(1:1)Raport | Olimpia Grudziądz · 37' (k) Aghwan Papikjan | Stadion Miejski (Rybnik) Widzów: 306 Sędzia: Konrad Aluszyk (Gorzów Wielkopolski) |
|                            | kartki: · Jan Janik · Krystian Kujawa 81' |                |                                             |                                                                                   |

| 13 października 2018 13:00 | Resovia                                                                                  | 0:0(0:0)Raport | GKS Bełchatów                                                                                               | Stadion CWKS Resovia (Rzeszów) Widzów: 725 Sędzia: Dawid Bukowczan (Żywiec) |
|                            | kartki: · Bartłomiej Makowski · Rafał Mikulec 49' · Radosław Adamski · Przemysław Pyrdek |                | kartki: · Marcin Grolik · Damian Michalski · Bartosz Biel · Mikołaj Bociek · Marcin Ryszka · Émile Thiakane |                                                                             |

| 24 października 2018 15:00 | Elana Toruń | 0:0(0:0)Raport | Ruch Chorzów             | Stadion Miejski im. Grzegorza Duneckiego (Toruń) Sędzia: Tomasz Białek (Drezdenko) |
|                            |             |                | kartki: · Paweł Mandrysz |                                                                                    |

| 13 października 2018 19:10 | Widzew Łódź · Dario Krišto 43' · Daniel Świderski 62' | 2:0(1:0)Raport | Skra Częstochowa                            | Stadion Widzewa (Łódź) Widzów: 17754 Sędzia: Marcin Szrek (Kielce) |
|                            | kartki: · Marcin Pigiel · Dario Krišto                |                | kartki: · Krzysztof Napora · Kamil Zalewski |                                                                    |

| 31 października 2018 14:00 | Błękitni Stargard                                           | 0:6(0:3)Raport | Radomiak Radom · 4' Bruno Luz · 35' Maciej Świdzikowski · 41' (k) Leândro · 56' Rafał Makowski · 78' Jakub Rolinc · 83' Patryk Winsztal | Stadion Miejski (Stargard) Widzów: 400 Sędzia: Piotr Idzik (Poznań) |
|                            | kartki: · Junpei Shimmura · Filip Karmański · Piotr Kurbiel |                | kartki: · Michał Kaput |                                                                     |

| 13 października 2018 15:00 | Pogoń Siedlce · Adrian Paluchowski 5' · Andrzej Rybski 13' | 2:1(2:0)Raport | Siarka Tarnobrzeg · 60' Krzysztof Ropski     | Stadion ROSRRiT (Siedlce) Widzów: 1135 Sędzia: Damian Sylwestrzak (Wrocław) |
|                            | kartki: · Mateusz Bochnak · Piotr Marciniec                |                | kartki: · Mateusz Janeczko · Michał Bierzało |                                                                             |

### 15. kolejka (20 października – 21 października)
| 20 października 2018 15:00 | Siarka Tarnobrzeg                                              | 0:3(0:2)Raport | Górnik Łęczna · 10' Paweł Wojciechowski · 43' Dawid Dzięgielewski · 76' Robert Pisarczuk | Stadion Miejski (Tarnobrzeg) Widzów: 824 Sędzia: Sebastian Załęski (Ostrołęka) |
|                            | kartki: · Dawid Kubowicz · Mateusz Janeczko · Krzysztof Ropski |                | kartki: · Tomasz Tymosiak · Kamil Bętkowski                                              |                                                                                |

| 20 października 2018 15:00 | Radomiak Radom · Leândro 5' (k), 51' · Jakub Rolinc 73' | 3:2(1:2)Raport | Pogoń Siedlce · 16' Mateusz Bochnak · 23' Adam Pazio                             | Stadion Lekkoatletyczno-Piłkarski im. Marszałka Józefa Piłsudskiego (Radom) Widzów: 1513 Sędzia: Łukasz Kuźma (Białystok) |
|                            | kartki: · Jakub Wawszczyk · Patryk Mikita               |                | kartki: · Szymon Przystalski · Dariusz Brągiel · Damian Mosiejko · Tomasz Margol | |

| 20 października 2018 15:30 | Skra Częstochowa · Damian Nowak 80' | 1:0(0:0)Raport | Błękitni Stargard        | Stolzle Stadion STO (Częstochowa) Widzów: 241 Sędzia: Maciej Pelka (Piła) |
|                            | kartki: · Damian Nowak              |                | kartki: · Karol Orłowski |                                                                           |

| 20 października 2018 18:00 | Ruch Chorzów · Marcin Kozłowski 72' (s) | 1:3(0:3)Raport | Widzew Łódź · 3' Marek Zuziak · 9' Konrad Gutowski · 45' Daniel Świderski | Stadion Ruchu (Chorzów) Widzów: 9300 Sędzia: Piotr Idzik (Poznań) |
|                            | kartki: · Tomasz Podgórski              |                | kartki: · Marcin Kozłowski · Marek Zuziak                                 |                                                                   |

| 20 października 2018 17:00 | GKS Bełchatów                                                | 0:0(0:0)Raport | Elana Toruń                                                             | GIEKSA Arena (Bełchatów) Widzów: 1320 Sędzia: Marcin Bielawski (Katowice) |
|                            | kartki: · Mariusz Magiera · Marcin Ryszka · Patryk Mularczyk |                | kartki: · 72' Jakub Banach · Maciej Stefanowicz · Patryk Aleksandrowicz |                                                                           |

| 20 października 2018 18:00 | Olimpia Grudziądz · Sebastian Zalepa 17' (s) · Robert Hirsz 26' (k) · Marcin Kaczmarek 90' | 3:4(2:1)Raport | Resovia · 38', 75' (k) Bartłomiej Buczek · 50' Szymon Kaliniec · 78' Paweł Hass | Stadion Miejski (Grudziądz) Widzów: 1088 Sędzia: Piotr Łęgosz (Włocławek) |
|                            | kartki: · Ariel Wawszczyk · Donatas Nakrošius · Przemysław Kita · Aghwan Papikjan 60'      |                | kartki: · Wojciech Daniel · Mateusz Kantor · Dariusz Frankiewicz                |                                                                           |

| 20 października 2018 19:45 | Olimpia Elbląg | 0:0(0:0)Raport | ROW 1964 Rybnik                                                                                      | Stadion Miejski (Elbląg) Widzów: 692 Sędzia: Karol Rudziński (Olsztyn) |
|                            |                |                | kartki: · Michał Bojdys · Paweł Jaroszewski · Dominik Zawadzki · Mateusz Bukowiec · Piotr Okuniewicz |                                                                        |

| 20 października 2018 15:00 | Rozwój Katowice · Mateusz Wrzesień 6' · Damian Lepiarz 34' | 2:1(2:0)Raport | Gryf Wejherowo · 65' Paweł Czychowski | Stadion Rozwoju (Katowice) Widzów: 208 Sędzia: Dawid Wiśniewski (Olsztyn) |
|                            | kartki: · Kamil Łączek · Michał Płonka · Olivier Lazar     |                | kartki: · Maciej Koziara · Oskar Ryk  |                                                                           |

| 18 października 2018 19:00 | Znicz Pruszków             | 0:2(0:1)Raport | Stal Stalowa Wola · 31' (k) Adrian Dziubiński · 65' Sebastian Łętocha | Stadion Znicza (Pruszków) Widzów: 320 Sędzia: Grzegorz Kawałko (Białystok) |
|                            | kartki: · Przemysław Kocot |                | kartki: · Adam Waszkiewicz · Szymon Jopek · Przemysław Stelmach       |                                                                            |

### 16. kolejka (26 października - 27 października)
| 27 października 2018 19:00 | Górnik Łęczna · Paweł Wojciechowski 66', 83' | 2:0(0:0)Raport | Stal Stalowa Wola                                 | Stadion Górnika (Łęczna) Widzów: 1167 Sędzia: Damian Kawęcki (Kielce) |
|                            | kartki: · Adrian Łuszkiewicz                 |                | kartki: · Grzegorz Janiszewski · Michał Kitliński |                                                                       |

| 28 października 2018 13:00 | Gryf Wejherowo · Mateusz Goerke 49' · Dawid Rogalski 57', 73', 84' · Piotr Kołc 61' | 5:2(0:1)Raport | Znicz Pruszków · 30' (k) Maciej Machalski · 78' Dariusz Zjawiński        | Stadion WKS Gryf (Wejherowo) Sędzia: Albert Różycki (Łódź) |
|                            | kartki: · Adrian Liberacki · Piotr Kołc · Oskar Sikorski                            |                | kartki: · Piotr Klepczarek II · Franciszek Ratajczyk · Marcin Rackiewicz |                                                            |

| 27 października 2018 15:00 | ROW 1964 Rybnik                               | 0:2(0:0)Raport | Rozwój Katowice · 84' Daniel Paszek · 90' Damian Niedojad                            | Stadion Miejski (Rybnik) Widzów: 150 Sędzia: Paweł Horożaniecki (Żary) |
|                            | kartki: · Krystian Kujawa · Paweł Jaroszewski |                | kartki: · Przemysław Mońka · 56' Seweryn Gancarczyk · Rafał Kuliński · Olivier Lazar |                                                                        |

| 27 października 2018 14:00 | Resovia · Kamil Antonik 12', 54' | 2:0(1:0)Raport | Olimpia Elbląg                                | Stadion CWKS Resovia (Rzeszów) Widzów: 833 Sędzia: Marcin Szrek (Kielce) |
|                            | kartki: · Szymon Feret           |                | kartki: · Tomasz Persona · 77' Eryk Filipczyk |                                                                          |

| 28 października 2018 13:00 | Elana Toruń · Filip Kozłowski 32' · Artur Lenartowski 90' | 2:2(1:0)Raport | Olimpia Grudziądz · 73' Kacper Skibicki · 77' Konrad Handzlik                                           | Stadion Miejski im. Grzegorza Duneckiego (Toruń) Widzów: 302 Sędzia: Szymon Lizak (Poznań) |
|                            |                                                           |                | kartki: · Damian Ciechanowski · Donatas Nakrošius · Mateusz Marzec · Dariusz Kamiński · Konrad Handzlik |                                                                                            |

| 27 października 2018 19:10 | Widzew Łódź | 0:0(0:0)Raport | GKS Bełchatów                            | Stadion Widzewa (Łódź) Widzów: 17383 Sędzia: Rafał Rokosz (Katowice) |
|                            | kartki: · Marek Zuziak · Sebastian Kamiński 69' · Maciej Kazimierowicz · Dario Krišto · Daniel Mąka · Konrad Gutowski · Daniel Świderski 15' |                | kartki: · Marcin Grolik · Patryk Rachwał |                                                                      |

| 27 października 2018 13:00 | Błękitni Stargard · Piotr Kurbiel 7', 52' · Adrian Kwiatkowski 17' | 3:1(2:1)Raport | Ruch Chorzów · 25' Mateusz Bogusz | Stadion Miejski (Stargard) Widzów: 600 Sędzia: Łukasz Karski (Słupsk) |
|                            | kartki: · Michał Cywiński                                          |                | kartki: · Michał Walski           |                                                                       |

| 27 października 2018 17:00 | Pogoń Siedlce Adrian Paluchowski 60 (nk)                                      | 0:1(0:1)Raport | Skra Częstochowa · 28' Michał Kieca             | Stadion ROSRRiT (Siedlce) Widzów: 926 Sędzia: Marcin Szczerbowicz (Olsztyn) |
|                            | kartki: · Rafał Misztal · Tomasz Margol · Maciej Wichtowski · Damian Mosiejko |                | kartki: · Oktawian Obuchowski · Sławomir Ogłaza |                                                                             |

| 27 października 2018 14:00 | Siarka Tarnobrzeg                                              | 0:2(0:1)Raport | Radomiak Radom · 28' Damian Szuprytowski · 78' Maciej Filipowicz | Stadion Miejski (Tarnobrzeg) Widzów: 730 Sędzia: Mateusz Bielawski (Katowice) |
|                            | kartki: · Dawid Kubowicz · Aleksander Drobot · Łukasz Nadolski |                | kartki: · Damian Jakubik · Michał Kaput · Jakub Rolinc           |                                                                               |

### 17. kolejka (3 listopada – 4 listopada)
| 4 listopada 2018 14:00 | Radomiak Radom · Rafał Makowski 14' · Meik Karwot 24', 68', 74' · Leândro 61' (k) | 5:1(2:0)Raport | Górnik Łęczna · 79' Tomasz Midzierski                                            | Stadion Lekkoatletyczno-Piłkarski im. Marszałka Józefa Piłsudskiego (Radom) Widzów: 2458 Sędzia: Marcin Kochanek (Opole) |
|                        | kartki: · Damian Jakubik · Maciej Świdzikowski                                    |                | kartki: · Jakub Zagórski · Robert Pisarczuk · Tomasz Tymosiak · Łukasz Sosnowski | |

| 3 listopada 2018 13:00 | Skra Częstochowa · Dawid Niedbała 90' | 1:0(0:0)Raport | Siarka Tarnobrzeg                      | Stolzle Stadion STO (Częstochowa) Widzów: 281 Sędzia: Jacek Lis (Katowice) |
|                        |                                       |                | kartki: · Krystian Krupa · Kacper Maik |                                                                            |

| 3 listopada 2018 18:00 | Ruch Chorzów · Artur Balicki 80' · Jakub Kowalski 90' | 2:1(0:0)Raport | Pogoń Siedlce · 55' Andrzej Rybski                | Stadion Ruchu (Chorzów) Widzów: 3987 Sędzia: Maciej Pelka (Piła) |
|                        |                                                       |                | kartki: · Sebastian Krawczyk · Sebastian Pociecha |                                                                  |

| 4 listopada 2018 17:00 | GKS Bełchatów · Bartosz Biel 30', 77' · Mateusz Szymorek 65'        | 3:0(1:0)Raport | Błękitni Stargard • Piotr Kurbiel 80 (nk)    | GIEKSA Arena (Bełchatów) Widzów: 1140 Sędzia: Dawid Bukowczan (Żywiec) |
|                        | kartki: · Mariusz Magiera · Paweł Czajkowski · Bartłomiej Bartosiak |                | kartki: · Mateusz Ogrodowski · Piotr Kurbiel |                                                                        |

| 3 listopada 2018 17:00 | Olimpia Grudziądz · Konrad Handzlik 89' · Przemysław Kita 90' · Robert Ziętarski 90' 90′ (nk) | 3:2(0:2)Raport | Widzew Łódź · 33' Maciej Kazimierowicz · 40' Mateusz Michalski           | Stadion Miejski (Grudziądz) Widzów: 1998 Sędzia: Dominik Sulikowski (Gdańsk) |
|                        | kartki: · Piotr Witasik · Kacper Skibicki · Konrad Handzlik · Przemysław Kita                 |                | kartki: · Radosław Sylwestrzak · Maciej Kazimierowicz · Nika Kwantaliani |                                                                              |

| 3 listopada 2018 17:00 | Olimpia Elbląg · Michał Fidziukiewicz 5' · Jakub Bojas 87' (k)  | 2:2(1:1)Raport | Elana Toruń · 10' Filip Kozłowski · 55' Dominik Kościelniak | Stadion Miejski (Elbląg) Widzów: 1199 Sędzia: Konrad Aluszyk (Gorzów Wielkopolski) |
|                        | kartki: · Michał Kuczałek · Korneliusz Sochań · Bartosz Nowicki |                | kartki: · Jan Andrzejewski · Damian Lenkiewicz              |                                                                                    |

| 3 listopada 2018 13:00 | Rozwój Katowice · Mateusz Wrzesień 11' | 1:2(1:0)Raport | Resovia · 54', 58' Bartłomiej Buczek        | Stadion Rozwoju (Katowice) Widzów: 364 Sędzia: Marek Śliwa (Kielce) |
|                        |                                        |                | kartki: · Kamil Antonik · Przemysław Pyrdek |                                                                     |

| 4 listopada 2018 12:00 | Znicz Pruszków · Maciej Machalski 24', 24′ (nk) · Dariusz Zjawiński 45' · Jakub Zagórski 78' | 3:1(2:1)Raport | ROW 1964 Rybnik · 44' Przemysław Brychlik                                | Stadion Znicza (Pruszków) Widzów: 360 Sędzia: Damian Kos (Gdańsk) |
|                        | kartki: · Piotr Klepczarek II 68' · Przemysław Kocot · Maciej Machalski                      |                | kartki: · Piotr Okuniewicz · 74' Krystian Kujawa · 55' Michał Rostkowski |                                                                   |

| 4 listopada 2018 13:00 | Stal Stalowa Wola · Michał Mistrzyk 20 (nk), 71' · Adam Waszkiewicz 25', 32' · Adam Waszkiewicz 32' · Piotr Mroziński 59' | 4:2(2:2)Raport | Gryf Wejherowo · 30' Piotr Kołc · 35' Maciej Koziara                          | Izo Arena (Boguchwała) Widzów: 90 Sędzia: Paweł Kukla (Kraków) |
|                        | kartki: · Piotr Mroziński · Przemysław Stelmach · Robert Dadok                                                            |                | kartki: · Szymon Więckowicz · Krzysztof Wicki · Adrian Liberacki · Piotr Kołc |                                                                |

### 18. kolejka (10 listopada – 11 listopada)
| 11 listopada 2018 19:18 | Górnik Łęczna · Paweł Wojciechowski 28' · Patryk Szysz 90' (k) | 2:1(1:0)Raport | Gryf Wejherowo · 62' Dawid Rogalski                                       | Stadion Górnika (Łęczna) Widzów: 981 Sędzia: Grzegorz Kawałko (Białystok) |
|                         | kartki: · Kamil Pajnowski                                      |                | kartki: · Dawid Leleń · Krzysztof Wicki · Maciej Koziara · Dawid Rogalski |                                                                           |

| 10 listopada 2018 13:00 | Stal Stalowa Wola · Fryderyk Stasiak 62'                             | 1:1(0:1)Raport | ROW 1964 Rybnik · 9' (s) Fryderyk Stasiak | Izo Arena (Boguchwała) Widzów: 100 Sędzia: Dawid Wiśniewski (Olsztyn) |
|                         | kartki: · Adam Waszkiewicz · Grzegorz Janiszewski · Fryderyk Stasiak |                |                                           |                                                                       |

| 10 listopada 2018 16:00 | Znicz Pruszków                                                           | 0:2(0:2)Raport | Resovia · 22' Paweł Hass · 27' Kamil Antonik | Stadion Znicza (Pruszków) Widzów: 100 Sędzia: Marcin Bielawski (Katowice) |
|                         | kartki: · Marcin Bochenek 48' · Adrian Małachowski 90' · Paweł Tarnowski |                | kartki: · 35' Bartłomiej Buczek              |                                                                           |

| 21 listopada 2018 13:15 | Rozwój Katowice                                                    | 0:0(0:0)Raport | Elana Toruń                                    | Stadion Rozwoju (Katowice) Widzów: 256 Sędzia: Damian Sylwestrzak (Wrocław) |
|                         | kartki: · Bartosz Soliński · Seweryn Gancarczyk · Mateusz Wrzesień |                | kartki: · Mariusz Kryszak · Maciej Stefanowicz |                                                                             |

| 10 listopada 2018 | Olimpia Elbląg | – | Widzew Łódź | Stadion Miejski (Elbląg) |
|                   |                |   |             |                          |

| 10 listopada 2018 17:00 | Olimpia Grudziądz · Aghwan Papikjan 28' · Konrad Handzlik 40' · Mateusz Marzec 80' | 3:1(2:1)Raport | Błękitni Stargard · 31' Piotr Kurbiel              | Stadion Miejski (Grudziądz) Widzów: 451 Sędzia: Piotr Idzik (Poznań) |
|                         | kartki: · Bartosz Śmietanko 45' · Dariusz Kamiński                                 |                | kartki: · 73' Junpei Shimmura · Adrian Kwiatkowski |                                                                      |

| 10 listopada 2018 17:00 | GKS Bełchatów · Bartosz Biel 74' | 1:1(0:0)Raport | Pogoń Siedlce · 48' Adrian Paluchowski | GIEKSA Arena (Bełchatów) Widzów: 1863 Sędzia: Piotr Łęgosz (Włocławek) |
|                         | kartki: · Bartosz Biel           |                | kartki: · Adam Pazio                   |                                                                        |

| 10 listopada 2018 18:00 | Ruch Chorzów · Piotr Giel 70' · Jakub Kowalski 90' | 2:0(0:0)Raport | Siarka Tarnobrzeg                     | Stadion Ruchu (Chorzów) Widzów: 3920 Sędzia: Tomasz Białek (Drezdenko) |
|                         | kartki: · Tomasz Podgórski                         |                | kartki: · Kamil Woźniak · Eryk Galara |                                                                        |

| 10 listopada 2018 14:00 | Skra Częstochowa         | 0:0(0:0)Raport | Radomiak Radom                                                      | Stolzle Stadion STO (Częstochowa) Widzów: 550 Sędzia: Marcin Liana (Bydgoszcz) |
|                         | kartki: · Wojciech Jurek |                | kartki: · Damian Jakubik · Martin Klabnik · Meik Karwot · Bruno Luz |                                                                                |

### 19. kolejka (17 listopada – 18 listopada)
| 17 listopada 2018 13:30 | Skra Częstochowa          | 0:0(0:0)Raport | Górnik Łęczna                            | Stolzle Stadion STO (Częstochowa) Widzów: 350 Sędzia: Karol Rudziński (Olsztyn) |
|                         | kartki: · Sławomir Ogłaza |                | kartki: · Michał Markowski · Paweł Sasin |                                                                                 |

| 17 listopada 2018 | Radomiak Radom · Maciej Świdzikowski 22' · Michał Kaput 81' | 2:0(1:0)Raport | Ruch Chorzów                       | Stadion Lekkoatletyczno-Piłkarski im. Marszałka Józefa Piłsudskiego (Radom) Widzów: 3850 Sędzia: Marcin Szczerbowicz (Olsztyn) |
|                   | kartki: · Jakub Wawszczyk                                   |                | kartki: · 2' Bartłomiej Kulejewski | |

| 17 listopada 2018 13:00 | Siarka Tarnobrzeg                             | 0:1(0:0)Raport | GKS Bełchatów · 57' (k) Damian Michalski | Stadion Miejski (Tarnobrzeg) Widzów: 528 Sędzia: Marcin Szrek (Kielce) |
|                         | kartki: · Maksymilian Sitek · Adrian Gębalski |                | kartki: · Marcin Grolik · Émile Thiakane |                                                                        |

| 17 listopada 2018 17:00 | Pogoń Siedlce · Adam Mójta 25' (k), 59' (k) · Adrian Paluchowski 90' (k) | 3:1(1:0)Raport | Olimpia Grudziądz · 69' Marcin Kaczmarek   | Stadion ROSRRiT (Siedlce) Widzów: 628 Sędzia: Damian Gawęcki (Kielce) |
|                         | kartki: · Damian Mosiejko · Adam Mójta · Adrian Paluchowski              |                | kartki: · Piotr Witasik · Marcin Kaczmarek |                                                                       |

| 18 listopada 2018 13:00 | Błękitni Stargard · Michał Cywiński 17'    | 1:1(1:0)Raport | Olimpia Elbląg · 77' Michał Fidziukiewicz | Stadion Miejski (Stargard) Sędzia: Albert Różycki (Łódź) |
|                         | kartki: · Wiktor Patrzykąt · Marcin Gawron |                | kartki: · Michał Balewski · Jakub Bojas   |                                                          |

| 17 listopada 2018 19:10 | Widzew Łódź · Przemysław Banaszak 84'  | 1:1(0:0)Raport | Rozwój Katowice · 46' Mateusz Wrzesień                                                           | Stadion Widzewa (Łódź) Widzów: 17124 Sędzia: Łukasz Karski (Słupsk) |
|                         | kartki: · Tomasz Wełna · Marcin Pigiel |                | kartki: · Przemysław Gałecki · Seweryn Gancarczyk · Kamil Łączek · Michał Płonka · Olivier Lazar |                                                                     |

| 17 listopada 2018 13:00 | Elana Toruń · Michał Kołodziejski 7' · Adam Dobosz 21' · Filip Kozłowski 38' · Krzysztof Wołkowicz 48' · Artur Lenartowski 90' | 5:1(3:1)Raport | Znicz Pruszków · 14' Paweł Tarnowski | Stadion Miejski (Toruń) Widzów: 250 Sędzia: Paweł Horożaniecki (Żary) |
|                         | kartki: · Kacper Jóźwicki · Filip Kozłowski                                                                                    |                | kartki: · Jakub Zagórski             |                                                                       |

| 17 listopada 2018 13:00 | Resovia · Przemysław Pyrdek 71'                                                                      | 1:0(0:0)Raport | Stal Stalowa Wola                                                                | Stadion CWKS Resovia (Rzeszów) Widzów: 937 Sędzia: Mateusz Bielawski (Katowice) |
|                         | kartki: · Szymon Kaliniec · Dariusz Frankiewicz · Paweł Hass · Przemysław Pyrdek · Bartłomiej Buczek |                | kartki: · Piotr Mroziński · Michał Mistrzyk · Szymon Jopek · Przemysław Stelmach |                                                                                 |

| 17 listopada 2018 13:00 | ROW 1964 Rybnik · Jan Janik 23' (k)                                              | 1:1(1:0)Raport | Gryf Wejherowo · 81' Oskar Sikorski                                           | Stadion Miejski (Rybnik) Widzów: 150 Sędzia: Sebastian Załęski (Ostrołęka) |
|                         | kartki: · Jan Janik · Paweł Jaroszewski · Piotr Okuniewicz · Przemysław Brychlik |                | kartki: · Oskar Sikorski · Kamil Włodyka · Robert Chwastek · Paweł Czychowski |                                                                            |

### 20. kolejka (24 listopada - 25 listopada)
| 24 listopada 2018 13:00 | Skra Częstochowa · Piotr Nocoń 70'                                          | 1:0(0:0)Raport | Ruch Chorzów (nk) 35’ Tomasz Podgórski                                 | Stolzle Stadion STO (Częstochowa) Widzów: 716 Sędzia: Marcin Kochanek (Opole) |
|                         | kartki: · Łukasz Krzczuk · Oktawian Obuchowski · Piotr Nocoń · Damian Nowak |                | kartki: · Robert Obst · Wojciech Kędziora · Michał Walski · Piotr Giel |                                                                               |

| 24 listopada 2018 18:00 | Górnik Łęczna · Piotr Rogala 15' · Mohamed Essam 32' · Patryk Szysz 46' · Robert Pisarczuk 90' | 4:1(2:1)Raport | ROW 1964 Rybnik · 23' Mateusz Mazurek | Stadion Górnika (Łęczna) Widzów: 789 Sędzia: Maciej Pelka (Piła) |
|                         |                                                                                                |                |                                       |                                                                  |

| 25 listopada 2018 13:00 | Gryf Wejherowo · Krzysztof Wicki 80' (k) | 1:0(0:0)Raport | Resovia                                                                                            | Stadion Gryfa (Wejherowo) Widzów: 252 Sędzia: Konrad Aluszyk (Gorzów Wielkopolski) |
|                         | kartki: · Michał Bury                    |                | kartki: · Wojciech Daniel · Mateusz Kantor · Rafał Mikulec · Wadym Straszkewycz · Karol Twardowski |                                                                                    |

| 24 listopada 2018 13:00 | Stal Stalowa Wola · Andrzej Trubeha 45' | 1:0(1:0)Raport | Elana Toruń                                                  | Izo Arena (Boguchwała) Widzów: 210 Sędzia: Piotr Urban (Warszawa) |
|                         | kartki: · Grzegorz Janiszewski          |                | kartki: · Jakub Banach · Maciej Felsch · Dominik Kościelniak |                                                                   |

| 24 listopada 2018 17:00 | Znicz Pruszków · Marcin Bochenek 72'                              | 1:0(0:0)Raport | Widzew Łódź                                                                       | Stadion Znicza (Pruszków) Widzów: 600 Sędzia: Janek Lis (Katowice) |
|                         | kartki: · Piotr Klepczarek II · Przemysław Kocot · Jakub Zagórski |                | kartki: · Sebastian Kamiński · Marek Zuziak · Tomasz Wełna · Maciej Kazimierowicz |                                                                    |

| 25 listopada 2018 13:00 | Rozwój Katowice · Daniel Paszek 51' · Damian Niedojad 64' · Mateusz Wrzesień 78' | 3:1(0:1)Raport | Błękitni Stargard · 45' (k) Mateusz Kwiatkowski | Stadion Rozwoju (Katowice) Widzów: 381 Sędzia: Paweł Kukla (Kraków) |
|                         | kartki: · Przemysław Mońka · Michał Płonka · Rafał Kuliński                      |                | kartki: · Jakub Ostrowski                       |                                                                     |

| 24 listopada 2018 17:00 | Olimpia Elbląg · Michał Kuczałek 90' | 1:1(0:0)Raport | Pogoń Siedlce · 73' Adam Mójta                 | Stadion Miejski (Elbląg) Widzów: 597 Sędzia: Tomasz Białek (Drezdenko) |
|                         | kartki: · Bartosz Nowicki            |                | kartki: · Szymon Przystalski · Damian Mosiejko |                                                                        |

| 24 listopada 2018 17:00 | Olimpia Grudziądz · Jakub Głaz 11' (s) · Mateusz Marzec 84' | 2:3(1:0)Raport | Siarka Tarnobrzeg · 47' Krzysztof Ropski · (nk) 35’ Michał Bierzało · 77' Dawid Kubowicz · 86' Mateusz Janeczko | Stadion Miejski (Grudziądz) Widzów: 600 Sędzia: Łukasz Kuźma (Białystok) |
|                         | kartki: · Bartosz Śmietanko                                 |                | kartki: · Michał Bierzało · Dawid Kubowicz                                                                      |                                                                          |

| 24 listopada 2018 17:00 | GKS Bełchatów · Bartłomiej Bartosiak 3' · Patryk Mularczyk 79' | 2:2(1:1)Raport | Radomiak Radom · 11' Rafał Makowski · 58' (k) Leândro | GIEKSA Arena (Bełchatów) Widzów: 1255 Sędzia: Damian Kos (Gdańsk) |
|                         | kartki: · Damian Michalski                                     |                | kartki: · Damian Jakubik · Meik Karwot                |                                                                   |

### 21. kolejka (1 grudnia – 2 grudnia)
| 1 grudnia 2018 17:00 | Ruch Chorzów · Michał Walski 54' | 1:1(0:0)Raport | Górnik Łęczna · 78' (s) Kamil Lech                                         | Stadion Ruchu (Chorzów) Widzów: 2986 Sędzia: Marcin Szrek (Kielce) |
|                      | kartki: · Tomasz Podgórski       |                | kartki: · Kamil Pajnowski · Filip Szewczyk · Paweł Sasin · Tomasz Tymosiak |                                                                    |

| 1 grudnia 2018 13:00 | Skra Częstochowa · Piotr Nocoń 78' | 1:0(0:0)Raport | GKS Bełchatów              | Stolzle Stadion STO (Częstochowa) Widzów: 452 Sędzia: Jacek Lis (Katowice) |
|                      |                                    |                | kartki: · Damian Michalski |                                                                            |

| 2 grudnia 2018 13:00 | Radomiak Radom · Leândro 4' (k), 65' (k), 90' · Dominik Sokół 55'                               | 4:2(1:0)Raport | Olimpia Grudziądz · 78' Piotr Witasik · 86' Robert Ziętarski                                       | Stadion Lekkoatletyczno-Piłkarski im. Marszałka Józefa Piłsudskiego (Radom) Widzów: 2402 Sędzia: Szymon Lizak (Poznań) |
|                      | kartki: · Martin Klabník · Maciej Świdzikowski · Jakub Wawszczyk · Dominik Sokół · Jakub Rolinc |                | kartki: · Ariel Wawszczyk · Mateusz Marzec · Robert Ziętarski · Aghwan Papikjan · Marcin Kaczmarek | |

| 1 grudnia 2018 | Siarka Tarnobrzeg | – | Olimpia Elbląg | Stadion Miejski (Tarnobrzeg) |
|                |                   |   |                |                              |

| 1 grudnia 2018 16:00 | Pogoń Siedlce · Kamil Walków 79'                               | 1:0(0:0)Raport | Rozwój Katowice | Stadion ROSRRiT (Siedlce) Widzów: 431 Sędzia: Marcin Liana (Bydgoszcz) |
|                      | kartki: · Sebastian Krawczyk · Tomasz Margol · Piotr Marciniec |                |                 |                                                                        |

| 1 grudnia 2018 13:00 | Błękitni Stargard · Michał Cywiński 37' · Adrian Kwiatkowski 44' · Przemysław Brzeziański 75' | 3:2(2:2)Raport | Znicz Pruszków · 13', 18' Maciej Machalski | Stadion Miejski (Stargard) Widzów: 115 Sędzia: Damian Kos (Gdańsk) |
|                      | kartki: · Michał Cywiński                                                                     |                | kartki: · Konrad Budek                     |                                                                    |

| 1 grudnia 2018 19:10 | Widzew Łódź             | 0:0(0:0)Raport | Stal Stalowa Wola         | Stadion Widzewa (Łódź) Widzów: 15726 Sędzia: Damian Sylwestrzak (Wrocław) |
|                      | kartki: · Mikołaj Gibas |                | kartki: · Piotr Mroziński |                                                                           |

| 1 grudnia 2018 13:00 | Elana Toruń                                                | 0:2(0:0)Raport | Gryf Wejherowo · 51' Dawid Rogalski · 59' Mateusz Goerke | Stadion Miejski (Toruń) Widzów: 161 Sędzia: Marcin Szczerbowicz (Olsztyn) |
|                      | kartki: · Jan Andrzejewski · Maciej Felsch · Daniel Kraska |                |                                                          |                                                                           |

| 1 grudnia 2018 12:00 | Resovia | – | ROW 1964 Rybnik | Stadion CWKS Resovia (Rzeszów) |
|                      |         |   |                 |                                |

## Runda wiosenna (2 marca – 19 maja)

### 22. kolejka (2 marca – 3 marca)
| 3 marca 2019 13:05 | Górnik Łęczna | 1:0(0:0)Raport | Resovia | Stadion Górnika (Łęczna) Widzów: 2066 Sędzia: Grzegorz Kawałko (Białystok) |
|                    |               |                |         |                                                                            |

| 2 marca 2019 14:00 | ROW 1964 Rybnik | 0:1(0:0)Raport | Elana Toruń | Stadion Miejski (Rybnik) Widzów: Marcin Kochanek (Opole) |
|                    |                 |                |             |                                                          |

| 2 marca 2019 | Gryf Wejherowo | – | Widzew Łódź | Stadion Gryfa (Wejherowo) |
|              |                |   |             |                           |

| 2 marca 2019 | Stal Stalowa Wola | – | Błękitni Stargard | Izo Arena (Boguchwała) |
|              |                   |   |                   |                        |

| 2 marca 2019 | Znicz Pruszków | – | Pogoń Siedlce | Stadion Znicza (Pruszków) |
|              |                |   |               |                           |

| 2 marca 2019 | Rozwój Katowice | – | Siarka Tarnobrzeg | Stadion Rozwoju (Katowice) |
|              |                 |   |                   |                            |

| 2 marca 2019 | Olimpia Elbląg | – | Radomiak Radom | Stadion Miejski (Elbląg) |
|              |                |   |                |                          |

| 2 marca 2019 | Olimpia Grudziądz | – | Skra Częstochowa | Stadion Miejski (Grudziądz) |
|              |                   |   |                  |                             |

| 2 marca 2019 | GKS Bełchatów | – | Ruch Chorzów | GIEKSA Arena (Bełchatów) |
|              |               |   |              |                          |

### 23. kolejka (9 marca – 10 marca)
| 9 marca 2019 | GKS Bełchatów | – | Górnik Łęczna | GIEKSA Arena (Bechatów) |
|              |               |   |               |                         |

| 9 marca 2019 | Ruch Chorzów | – | Olimpia Grudziądz | Stadion Ruchu (Chorzów) |
|              |              |   |                   |                         |

| 9 marca 2019 | Skra Częstochowa | – | Olimpia Elbląg | Stolzle Stadion STO (Częstochowa) |
|              |                  |   |                |                                   |

| 9 marca 2019 | Radomiak Radom | – | Rozwój Katowice | Stadion Lekkoatletyczno-Piłkarski im. Marszałka Józefa Piłsudskiego (Radom) |
|              |                |   |                 |                                                                             |

| 9 marca 2019 | Siarka Tarnobrzeg | – | Znicz Pruszków | Stadion Miejski (Tarnobrzeg) |
|              |                   |   |                |                              |

| 9 marca 2019 | Pogoń Siedlce | – | Stal Stalowa Wola | Stadion ROSRRiT (Siedlce) |
|              |               |   |                   |                           |

| 9 marca 2019 | Błękitni Stargard | – | Gryf Wejherowo | Stadion Miejski (Stargard) |
|              |                   |   |                |                            |

| 9 marca 2019 | Widzew Łódź | – | ROW 1964 Rybnik | Stadion Widzewa (Łódź) |
|              |             |   |                 |                        |

| 9 marca 2019 | Elana Toruń | – | Resovia | Stadion Miejski (Toruń) |
|              |             |   |         |                         |

### 24. kolejka (16 marca – 17 marca)
| 16 marca 2019 | Górnik Łęczna | – | Elana Toruń | Stadion Górnika (Łęczna) |
|               |               |   |             |                          |

| 16 marca 2019 | Resovia | – | Widzew Łódź | Stadion CWKS Resovia (Rzeszów) |
|               |         |   |             |                                |

| 16 marca 2019 | ROW 1964 Rybnik | – | Błękitni Stargard | Stadion Miejski (Rybnik) |
|               |                 |   |                   |                          |

| 16 marca 2019 | Gryf Wejherowo | – | Pogoń Siedlce | Stadion Gryfa (Wejherowo) |
|               |                |   |               |                           |

| 16 marca 2019 | Stal Stalowa Wola | – | Siarka Tarnobrzeg | Izo Arena (Boguchwała) |
|               |                   |   |                   |                        |

| 16 marca 2019 | Znicz Pruszków | – | Radomiak Radom | Stadion Znicza (Pruszków) |
|               |                |   |                |                           |

| 16 marca 2019 | Rozwój Katowice | – | Skra Częstochowa | Stadion Rozwoju (Katowice) |
|               |                 |   |                  |                            |

| 16 marca 2019 | Olimpia Elbląg | – | Ruch Chorzów | Stadion Miejski (Elbląg) |
|               |                |   |              |                          |

| 16 marca 2019 | Olimpia Grudziądz | – | GKS Bełchatów | Stadion Miejski (Grudziądz) |
|               |                   |   |               |                             |

### 25. kolejka (23 marca – 24 marca)
| 23 marca 2019 | Olimpia Grudziądz | – | Górnik Łęczna | Stadion Miejski (Grudziądz) |
|               |                   |   |               |                             |

| 23 marca 2019 | GKS Bełchatów | – | Olimpia Elbląg | GIEKSA Arena (Bechatów) |
|               |               |   |                |                         |

| 23 marca 2019 | Ruch Chorzów | – | Rozwój Katowice | Stadion Ruchu (Chorzów) |
|               |              |   |                 |                         |

| 23 marca 2019 | Skra Częstochowa | – | Znicz Pruszków | Stolzle Stadion STO (Częstochowa) |
|               |                  |   |                |                                   |

| 23 marca 2019 | Radomiak Radom | – | Stal Stalowa Wola | Stadion Lekkoatletyczno-Piłkarski im. Marszałka Józefa Piłsudskiego (Radom) |
|               |                |   |                   |                                                                             |

| 23 marca 2019 | Siarka Tarnobrzeg | – | Gryf Wejherowo | Stadion Miejski (Tarnobrzeg) |
|               |                   |   |                |                              |

| 23 marca 2019 | Pogoń Siedlce | – | ROW 1964 Rybnik | Stadion ROSRRiT (Siedlce) |
|               |               |   |                 |                           |

| 23 marca 2019 | Błękitni Stargard | – | Resovia | Stadion Miejski (Stargard) |
|               |                   |   |         |                            |

| 23 marca 2019 | Widzew Łódź | – | Elana Toruń | Stadion Widzewa (Łódź) |
|               |             |   |             |                        |

### 26. kolejka (30 marca – 31 marca)
| 30 marca 2019 | Górnik Łęczna | – | Widzew Łódź | Stadion Górnika (Łęczna) |
|               |               |   |             |                          |

| 30 marca 2019 | Elana Toruń | – | Błękitni Stargard | Stadion Miejski im. Grzegorza Duneckiego (Toruń) |
|               |             |   |                   |                                                  |

| 30 marca 2019 | Resovia | – | Pogoń Siedlce | Stadion CWKS Resovia (Rzeszów) |
|               |         |   |               |                                |

| 30 marca 2019 | ROW 1964 Rybnik | – | Siarka Tarnobrzeg | Stadion Miejski (Rybnik) |
|               |                 |   |                   |                          |

| 30 marca 2019 | Gryf Wejherowo | – | Radomiak Radom | Stadion Gryfa (Wejherowo) |
|               |                |   |                |                           |

| 30 marca 2019 | Stal Stalowa Wola | – | Skra Częstochowa | Izo Arena (Boguchwała) |
|               |                   |   |                  |                        |

| 30 marca 2019 | Znicz Pruszków | – | Ruch Chorzów | Stadion Znicza (Pruszków) |
|               |                |   |              |                           |

| 30 marca 2019 | Rozwój Katowice | – | GKS Bełchatów | Stadion Rozwoju (Katowice) |
|               |                 |   |               |                            |

| 30 marca 2019 | Olimpia Elbląg | – | Olimpia Grudziądz | Stadion Miejski (Elbląg) |
|               |                |   |                   |                          |

### 27. kolejka (6 kwietnia – 7 kwietnia)
| 6 kwietnia 2019 | Olimpia Elbląg | – | Górnik Łęczna | Stadion Miejski (Elbląg) |
|                 |                |   |               |                          |

| 6 kwietnia 2019 | Olimpia Grudziądz | – | Rozwój Katowice | Stadion Miejski (Grudziądz) |
|                 |                   |   |                 |                             |

| 6 kwietnia 2019 | GKS Bełchatów | – | Znicz Pruszków | GIEKSA Arena (Bechatów) |
|                 |               |   |                |                         |

| 6 kwietnia 2019 | Ruch Chorzów | – | Stal Stalowa Wola | Stadion Ruchu (Chorzów) |
|                 |              |   |                   |                         |

| 6 kwietnia 2019 | Skra Częstochowa | – | Gryf Wejherowo | Stolzle Stadion STO (Częstochowa) |
|                 |                  |   |                |                                   |

| 6 kwietnia 2019 | Radomiak Radom | – | ROW 1964 Rybnik | Stadion Lekkoatletyczno-Piłkarski im. Marszałka Józefa Piłsudskiego (Radom) |
|                 |                |   |                 |                                                                             |

| 6 kwietnia 2019 | Siarka Tarnobrzeg | – | Resovia | Stadion Miejski (Tarnobrzeg) |
|                 |                   |   |         |                              |

| 6 kwietnia 2019 | Pogoń Siedlce | – | Elana Toruń | Stadion ROSRRiT (Siedlce) |
|                 |               |   |             |                           |

| 6 kwietnia 2019 | Błękitni Stargard | – | Widzew Łódź | Stadion Miejski (Stargard) |
|                 |                   |   |             |                            |

### 28. kolejka (13 kwietnia – 14 kwietnia)
| 13 kwietnia 2019 | Górnik Łęczna | – | Błękitni Stargard | Stadion Górnika (Łęczna) |
|                  |               |   |                   |                          |

| 13 kwietnia 2019 | Widzew Łódź | – | Pogoń Siedlce | Stadion Widzewa (Łódź) |
|                  |             |   |               |                        |

| 13 kwietnia 2019 | Elana Toruń | – | Siarka Tarnobrzeg | Stadion Miejski im. Grzegorza Duneckiego (Toruń) |
|                  |             |   |                   |                                                  |

| 13 kwietnia 2019 | Resovia | – | Radomiak Radom | Stadion CWKS Resovia (Rzeszów) |
|                  |         |   |                |                                |

| 13 kwietnia 2019 | ROW 1964 Rybnik | – | Skra Częstochowa | Stadion Miejski (Rybnik) |
|                  |                 |   |                  |                          |

| 13 kwietnia 2019 | Gryf Wejherowo | – | Ruch Chorzów | Stadion Gryfa (Wejherowo) |
|                  |                |   |              |                           |

| 13 kwietnia 2019 | Stal Stalowa Wola | – | GKS Bełchatów | Izo Arena (Boguchwała) |
|                  |                   |   |               |                        |

| 13 kwietnia 2019 | Znicz Pruszków | – | Olimpia Grudziądz | Stadion Znicza (Pruszków) |
|                  |                |   |                   |                           |

| 13 kwietnia 2019 | Rozwój Katowice | – | Olimpia Elbląg | Stadion Rozwoju (Katowice) |
|                  |                 |   |                |                            |

### 29. kolejka (20 kwietnia - 21 kwietnia)
| 20 kwietnia 2019 | Rozwój Katowice | – | Górnik Łęczna | Stadion Rozwoju (Katowice) |
|                  |                 |   |               |                            |

| 20 kwietnia 2019 | Olimpia Elbląg | – | Znicz Pruszków | Stadion Miejski (Elbląg) |
|                  |                |   |                |                          |

| 20 kwietnia 2019 | Olimpia Grudziądz | – | Stal Stalowa Wola | Stadion Miejski (Grudziądz) |
|                  |                   |   |                   |                             |

| 20 kwietnia 2019 | GKS Bełchatów | – | Gryf Wejherowo | GIEKSA Arena (Bechatów) |
|                  |               |   |                |                         |

| 20 kwietnia 2019 | Ruch Chorzów | – | ROW 1964 Rybnik | Stadion Ruchu (Chorzów) |
|                  |              |   |                 |                         |

| 20 kwietnia 2019 | Skra Częstochowa | – | Resovia | Stolzle Stadion STO (Częstochowa) |
|                  |                  |   |         |                                   |

| 20 kwietnia 2019 | Radomiak Radom | – | Elana Toruń | Stadion Lekkoatletyczno-Piłkarski im. Marszałka Józefa Piłsudskiego (Radom) |
|                  |                |   |             |                                                                             |

| 20 kwietnia 2019 | Siarka Tarnobrzeg | – | Widzew Łódź | Stadion Miejski (Tarnobrzeg) |
|                  |                   |   |             |                              |

| 20 kwietnia 2019 | Pogoń Siedlce | – | Błękitni Stargard | Stadion ROSRRiT (Siedlce) |
|                  |               |   |                   |                           |

### 30. kolejka (24 kwietnia)
| 24 kwietnia 2019 | Górnik Łęczna | – | Pogoń Siedlce | Stadion Górnika (Łęczna) |
|                  |               |   |               |                          |

| 24 kwietnia 2019 | Błękitni Stargard | – | Siarka Tarnobrzeg | Stadion Miejski (Stargard) |
|                  |                   |   |                   |                            |

| 24 kwietnia 2019 | Widzew Łódź | – | Radomiak Radom | Stadion Widzewa (Łódź) |
|                  |             |   |                |                        |

| 24 kwietnia 2019 | Elana Toruń | – | Skra Częstochowa | Stadion Miejski im. Grzegorza Duneckiego (Toruń) |
|                  |             |   |                  |                                                  |

| 24 kwietnia 2019 | Resovia | – | Ruch Chorzów | Stadion CWKS Resovia (Rzeszów) |
|                  |         |   |              |                                |

| 24 kwietnia 2019 | ROW 1964 Rybnik | – | GKS Bełchatów | Stadion Miejski (Rybnik) |
|                  |                 |   |               |                          |

| 24 kwietnia 2019 | Gryf Wejherowo | – | Olimpia Grudziądz | Stadion Gryfa (Wejherowo) |
|                  |                |   |                   |                           |

| 24 kwietnia 2019 | Stal Stalowa Wola | – | Olimpia Elbląg | Izo Arena (Boguchwała) |
|                  |                   |   |                |                        |

| 24 kwietnia 2019 | Znicz Pruszków | – | Rozwój Katowice | Stadion Znicza (Pruszków) |
|                  |                |   |                 |                           |

### 31. kolejka (27 kwietnia - 28 kwietnia)
| 27 kwietnia 2019 | Znicz Pruszków | – | Górnik Łęczna | Stadion Znicza (Pruszków) |
|                  |                |   |               |                           |

| 27 kwietnia 2019 | Rozwój Katowice | – | Stal Stalowa Wola | Stadion Rozwoju (Katowice) |
|                  |                 |   |                   |                            |

| 27 kwietnia 2019 | Olimpia Elbląg | – | Gryf Wejherowo | Stadion Miejski (Elbląg) |
|                  |                |   |                |                          |

| 27 kwietnia 2019 | Olimpia Grudziądz | – | ROW 1964 Rybnik | Stadion Miejski (Grudziądz) |
|                  |                   |   |                 |                             |

| 27 kwietnia 2019 | GKS Bełchatów | – | Resovia | GIEKSA Arena (Bechatów) |
|                  |               |   |         |                         |

| 27 kwietnia 2019 | Ruch Chorzów | – | Elana Toruń | Stadion Ruchu (Chorzów) |
|                  |              |   |             |                         |

| 27 kwietnia 2019 | Skra Częstochowa | – | Widzew Łódź | Stolzle Stadion STO (Częstochowa) |
|                  |                  |   |             |                                   |

| 27 kwietnia 2019 | Radomiak Radom | – | Błękitni Stargard | Stadion Lekkoatletyczno-Piłkarski im. Marszałka Józefa Piłsudskiego (Radom) |
|                  |                |   |                   |                                                                             |

| 27 kwietnia 2019 | Siarka Tarnobrzeg | – | Pogoń Siedlce | Stadion Miejski (Tarnobrzeg) |
|                  |                   |   |               |                              |

### 32. kolejka (4 maja - 5 maja)
| 4 maja 2019 | Górnik Łęczna | – | Siarka Tarnobrzeg | Stadion Górnika (Łęczna) |
|             |               |   |                   |                          |

| 4 maja 2019 | Pogoń Siedlce | – | Radomiak Radom | Stadion ROSRRiT (Siedlce) |
|             |               |   |                |                           |

| 4 maja 2019 | Błękitni Stargard | – | Skra Częstochowa | Stadion Miejski (Stargard) |
|             |                   |   |                  |                            |

| 4 maja 2019 | Widzew Łódź | – | Ruch Chorzów | Stadion Widzewa (Łódź) |
|             |             |   |              |                        |

| 4 maja 2019 | Elana Toruń | – | GKS Bełchatów | Stadion Miejski im. Grzegorza Duneckiego (Toruń) |
|             |             |   |               |                                                  |

| 4 maja 2019 | Resovia | – | Olimpia Grudziądz | Stadion CWKS Resovia (Rzeszów) |
|             |         |   |                   |                                |

| 4 maja 2019 | ROW 1964 Rybnik | – | Olimpia Elbląg | Stadion Miejski (Rybnik) |
|             |                 |   |                |                          |

| 4 maja 2019 | Gryf Wejherowo | – | Rozwój Katowice | Stadion Gryfa (Wejherowo) |
|             |                |   |                 |                           |

| 4 maja 2019 | Stal Stalowa Wola | – | Znicz Pruszków | Izo Arena (Boguchwała) |
|             |                   |   |                |                        |

### 33. kolejka (11 maja - 12 maja)
| 11 maja 2019 | Stal Stalowa Wola | – | Górnik Łęczna | Izo Arena (Boguchwała) |
|              |                   |   |               |                        |

| 11 maja 2019 | Znicz Pruszków | – | Gryf Wejherowo | Stadion Znicza (Pruszków) |
|              |                |   |                |                           |

| 11 maja 2019 | Rozwój Katowice | – | ROW 1964 Rybnik | Stadion Rozwoju (Katowice) |
|              |                 |   |                 |                            |

| 11 maja 2019 | Olimpia Elbląg | – | Resovia | Stadion Miejski (Elbląg) |
|              |                |   |         |                          |

| 11 maja 2019 | Olimpia Grudziądz | – | Elana Toruń | Stadion Miejski (Grudziądz) |
|              |                   |   |             |                             |

| 11 maja 2019 | GKS Bełchatów | – | Widzew Łódź | GIEKSA Arena (Bechatów) |
|              |               |   |             |                         |

| 11 maja 2019 | Ruch Chorzów | – | Błękitni Stargard | Stadion Ruchu (Chorzów) |
|              |              |   |                   |                         |

| 11 maja 2019 | Skra Częstochowa | – | Pogoń Siedlce | Stolzle Stadion STO (Częstochowa) |
|              |                  |   |               |                                   |

| 11 maja 2019 | Radomiak Radom | – | Siarka Tarnobrzeg | Stadion Lekkoatletyczno-Piłkarski im. Marszałka Józefa Piłsudskiego (Radom) |
|              |                |   |                   |                                                                             |

### 34. kolejka (18 maja - 19 maja)
| 18 maja 2019 | Górnik Łęczna | – | Radomiak Radom | Stadion Górnika (Łęczna) |
|              |               |   |                |                          |

| 18 maja 2019 | Siarka Tarnobrzeg | – | Skra Częstochowa | Stadion Miejski (Tarnobrzeg) |
|              |                   |   |                  |                              |

| 18 maja 2019 | Pogoń Siedlce | – | Ruch Chorzów | Stadion ROSRRiT (Siedlce) |
|              |               |   |              |                           |

| 18 maja 2019 | Błękitni Stargard | – | GKS Bełchatów | Stadion Miejski (Stargard) |
|              |                   |   |               |                            |

| 18 maja 2019 | Widzew Łódź | – | Olimpia Grudziądz | Stadion Widzewa (Łódź) |
|              |             |   |                   |                        |

| 18 maja 2019 | Elana Toruń | – | Olimpia Elbląg | Stadion Miejski im. Grzegorza Duneckiego (Toruń) |
|              |             |   |                |                                                  |

| 18 maja 2019 | Resovia | – | Rozwój Katowice | Stadion CWKS Resovia (Rzeszów) |
|              |         |   |                 |                                |

| 18 maja 2019 | ROW 1964 Rybnik | – | Znicz Pruszków | Stadion Miejski (Rybnik) |
|              |                 |   |                |                          |

| 18 maja 2019 | Gryf Wejherowo | – | Stal Stalowa Wola | Stadion Gryfa (Wejherowo) |
|              |                |   |                   |                           |